# Temps (escacs)
|  | Aquest article tracta sobre escacs. Vegeu-ne altres significats a «Temps (desambiguació)». |

En escacs, un temps és un "torn", o moviment individual. Quan un jugador aconsegueix un resultat desitjat amb una jugada menys de les esperades, hom diu que ha "guanyat un temps" i a l'inrevés, si necessita una jugada més de les esperades, llavors, ha "perdut un temps". De manera similar, quan un jugador força l'oponent a fer moviments que no encaixen amb el seu pla inicial, llavors el primer jugador "guanya temps" perquè l'oponent gasta jugades sense oposar-se al pla del rival.
Un exemple senzill de pèrdua de temps consistiria, en el primer diagrama, en moure la torre des de la casella h1 fins a h5 i posteriorment a h8; és evident que si la torre hagués mogut directament des de h1 a h8 hauria obtingut el mateix resultat, però en un temps en lloc de dos. Aquesta mena de maniobres no sempre perden un temps, això depèn de la posició, ja que la torre a h5 podria haver creat alguna amenaça que obligués el rival a haver de defensar-se, cas en el qual ambdós jugadors haurien "perdut" un temps, i el resultat net en termes de "temps" seria nul, tot i que el canvi en la posició podria haver afavorit més un dels dos rivals.
|   | a                                                     | b                                                     | c                                                     | d                                                     | e                                                     | f                                                     | g                                                     | h                                                     |   |
| 8 | h8 white circle · h5 white circle · h1 blanques torre | h8 white circle · h5 white circle · h1 blanques torre | h8 white circle · h5 white circle · h1 blanques torre | h8 white circle · h5 white circle · h1 blanques torre | h8 white circle · h5 white circle · h1 blanques torre | h8 white circle · h5 white circle · h1 blanques torre | h8 white circle · h5 white circle · h1 blanques torre | h8 white circle · h5 white circle · h1 blanques torre | 8 |
| 7 | h8 white circle · h5 white circle · h1 blanques torre | h8 white circle · h5 white circle · h1 blanques torre | h8 white circle · h5 white circle · h1 blanques torre | h8 white circle · h5 white circle · h1 blanques torre | h8 white circle · h5 white circle · h1 blanques torre | h8 white circle · h5 white circle · h1 blanques torre | h8 white circle · h5 white circle · h1 blanques torre | h8 white circle · h5 white circle · h1 blanques torre | 7 |
| 6 | h8 white circle · h5 white circle · h1 blanques torre | h8 white circle · h5 white circle · h1 blanques torre | h8 white circle · h5 white circle · h1 blanques torre | h8 white circle · h5 white circle · h1 blanques torre | h8 white circle · h5 white circle · h1 blanques torre | h8 white circle · h5 white circle · h1 blanques torre | h8 white circle · h5 white circle · h1 blanques torre | h8 white circle · h5 white circle · h1 blanques torre | 6 |
| 5 | h8 white circle · h5 white circle · h1 blanques torre | h8 white circle · h5 white circle · h1 blanques torre | h8 white circle · h5 white circle · h1 blanques torre | h8 white circle · h5 white circle · h1 blanques torre | h8 white circle · h5 white circle · h1 blanques torre | h8 white circle · h5 white circle · h1 blanques torre | h8 white circle · h5 white circle · h1 blanques torre | h8 white circle · h5 white circle · h1 blanques torre | 5 |
| 4 | h8 white circle · h5 white circle · h1 blanques torre | h8 white circle · h5 white circle · h1 blanques torre | h8 white circle · h5 white circle · h1 blanques torre | h8 white circle · h5 white circle · h1 blanques torre | h8 white circle · h5 white circle · h1 blanques torre | h8 white circle · h5 white circle · h1 blanques torre | h8 white circle · h5 white circle · h1 blanques torre | h8 white circle · h5 white circle · h1 blanques torre | 4 |
| 3 | h8 white circle · h5 white circle · h1 blanques torre | h8 white circle · h5 white circle · h1 blanques torre | h8 white circle · h5 white circle · h1 blanques torre | h8 white circle · h5 white circle · h1 blanques torre | h8 white circle · h5 white circle · h1 blanques torre | h8 white circle · h5 white circle · h1 blanques torre | h8 white circle · h5 white circle · h1 blanques torre | h8 white circle · h5 white circle · h1 blanques torre | 3 |
| 2 | h8 white circle · h5 white circle · h1 blanques torre | h8 white circle · h5 white circle · h1 blanques torre | h8 white circle · h5 white circle · h1 blanques torre | h8 white circle · h5 white circle · h1 blanques torre | h8 white circle · h5 white circle · h1 blanques torre | h8 white circle · h5 white circle · h1 blanques torre | h8 white circle · h5 white circle · h1 blanques torre | h8 white circle · h5 white circle · h1 blanques torre | 2 |
| 1 | h8 white circle · h5 white circle · h1 blanques torre | h8 white circle · h5 white circle · h1 blanques torre | h8 white circle · h5 white circle · h1 blanques torre | h8 white circle · h5 white circle · h1 blanques torre | h8 white circle · h5 white circle · h1 blanques torre | h8 white circle · h5 white circle · h1 blanques torre | h8 white circle · h5 white circle · h1 blanques torre | h8 white circle · h5 white circle · h1 blanques torre | 1 |
|   | a                                                     | b                                                     | c                                                     | d                                                     | e                                                     | f                                                     | g                                                     | h                                                     |   |

|   | a                                                                                   | b                                                                                   | c                                                                                   | d                                                                                   | e                                                                                   | f                                                                                   | g                                                                                   | h                                                                                   |   |
| 8 | f8 negres rei · h7 blanques torre · b4 negres peó · c3 negres peó · g2 blanques rei | f8 negres rei · h7 blanques torre · b4 negres peó · c3 negres peó · g2 blanques rei | f8 negres rei · h7 blanques torre · b4 negres peó · c3 negres peó · g2 blanques rei | f8 negres rei · h7 blanques torre · b4 negres peó · c3 negres peó · g2 blanques rei | f8 negres rei · h7 blanques torre · b4 negres peó · c3 negres peó · g2 blanques rei | f8 negres rei · h7 blanques torre · b4 negres peó · c3 negres peó · g2 blanques rei | f8 negres rei · h7 blanques torre · b4 negres peó · c3 negres peó · g2 blanques rei | f8 negres rei · h7 blanques torre · b4 negres peó · c3 negres peó · g2 blanques rei | 8 |
| 7 | f8 negres rei · h7 blanques torre · b4 negres peó · c3 negres peó · g2 blanques rei | f8 negres rei · h7 blanques torre · b4 negres peó · c3 negres peó · g2 blanques rei | f8 negres rei · h7 blanques torre · b4 negres peó · c3 negres peó · g2 blanques rei | f8 negres rei · h7 blanques torre · b4 negres peó · c3 negres peó · g2 blanques rei | f8 negres rei · h7 blanques torre · b4 negres peó · c3 negres peó · g2 blanques rei | f8 negres rei · h7 blanques torre · b4 negres peó · c3 negres peó · g2 blanques rei | f8 negres rei · h7 blanques torre · b4 negres peó · c3 negres peó · g2 blanques rei | f8 negres rei · h7 blanques torre · b4 negres peó · c3 negres peó · g2 blanques rei | 7 |
| 6 | f8 negres rei · h7 blanques torre · b4 negres peó · c3 negres peó · g2 blanques rei | f8 negres rei · h7 blanques torre · b4 negres peó · c3 negres peó · g2 blanques rei | f8 negres rei · h7 blanques torre · b4 negres peó · c3 negres peó · g2 blanques rei | f8 negres rei · h7 blanques torre · b4 negres peó · c3 negres peó · g2 blanques rei | f8 negres rei · h7 blanques torre · b4 negres peó · c3 negres peó · g2 blanques rei | f8 negres rei · h7 blanques torre · b4 negres peó · c3 negres peó · g2 blanques rei | f8 negres rei · h7 blanques torre · b4 negres peó · c3 negres peó · g2 blanques rei | f8 negres rei · h7 blanques torre · b4 negres peó · c3 negres peó · g2 blanques rei | 6 |
| 5 | f8 negres rei · h7 blanques torre · b4 negres peó · c3 negres peó · g2 blanques rei | f8 negres rei · h7 blanques torre · b4 negres peó · c3 negres peó · g2 blanques rei | f8 negres rei · h7 blanques torre · b4 negres peó · c3 negres peó · g2 blanques rei | f8 negres rei · h7 blanques torre · b4 negres peó · c3 negres peó · g2 blanques rei | f8 negres rei · h7 blanques torre · b4 negres peó · c3 negres peó · g2 blanques rei | f8 negres rei · h7 blanques torre · b4 negres peó · c3 negres peó · g2 blanques rei | f8 negres rei · h7 blanques torre · b4 negres peó · c3 negres peó · g2 blanques rei | f8 negres rei · h7 blanques torre · b4 negres peó · c3 negres peó · g2 blanques rei | 5 |
| 4 | f8 negres rei · h7 blanques torre · b4 negres peó · c3 negres peó · g2 blanques rei | f8 negres rei · h7 blanques torre · b4 negres peó · c3 negres peó · g2 blanques rei | f8 negres rei · h7 blanques torre · b4 negres peó · c3 negres peó · g2 blanques rei | f8 negres rei · h7 blanques torre · b4 negres peó · c3 negres peó · g2 blanques rei | f8 negres rei · h7 blanques torre · b4 negres peó · c3 negres peó · g2 blanques rei | f8 negres rei · h7 blanques torre · b4 negres peó · c3 negres peó · g2 blanques rei | f8 negres rei · h7 blanques torre · b4 negres peó · c3 negres peó · g2 blanques rei | f8 negres rei · h7 blanques torre · b4 negres peó · c3 negres peó · g2 blanques rei | 4 |
| 3 | f8 negres rei · h7 blanques torre · b4 negres peó · c3 negres peó · g2 blanques rei | f8 negres rei · h7 blanques torre · b4 negres peó · c3 negres peó · g2 blanques rei | f8 negres rei · h7 blanques torre · b4 negres peó · c3 negres peó · g2 blanques rei | f8 negres rei · h7 blanques torre · b4 negres peó · c3 negres peó · g2 blanques rei | f8 negres rei · h7 blanques torre · b4 negres peó · c3 negres peó · g2 blanques rei | f8 negres rei · h7 blanques torre · b4 negres peó · c3 negres peó · g2 blanques rei | f8 negres rei · h7 blanques torre · b4 negres peó · c3 negres peó · g2 blanques rei | f8 negres rei · h7 blanques torre · b4 negres peó · c3 negres peó · g2 blanques rei | 3 |
| 2 | f8 negres rei · h7 blanques torre · b4 negres peó · c3 negres peó · g2 blanques rei | f8 negres rei · h7 blanques torre · b4 negres peó · c3 negres peó · g2 blanques rei | f8 negres rei · h7 blanques torre · b4 negres peó · c3 negres peó · g2 blanques rei | f8 negres rei · h7 blanques torre · b4 negres peó · c3 negres peó · g2 blanques rei | f8 negres rei · h7 blanques torre · b4 negres peó · c3 negres peó · g2 blanques rei | f8 negres rei · h7 blanques torre · b4 negres peó · c3 negres peó · g2 blanques rei | f8 negres rei · h7 blanques torre · b4 negres peó · c3 negres peó · g2 blanques rei | f8 negres rei · h7 blanques torre · b4 negres peó · c3 negres peó · g2 blanques rei | 2 |
| 1 | f8 negres rei · h7 blanques torre · b4 negres peó · c3 negres peó · g2 blanques rei | f8 negres rei · h7 blanques torre · b4 negres peó · c3 negres peó · g2 blanques rei | f8 negres rei · h7 blanques torre · b4 negres peó · c3 negres peó · g2 blanques rei | f8 negres rei · h7 blanques torre · b4 negres peó · c3 negres peó · g2 blanques rei | f8 negres rei · h7 blanques torre · b4 negres peó · c3 negres peó · g2 blanques rei | f8 negres rei · h7 blanques torre · b4 negres peó · c3 negres peó · g2 blanques rei | f8 negres rei · h7 blanques torre · b4 negres peó · c3 negres peó · g2 blanques rei | f8 negres rei · h7 blanques torre · b4 negres peó · c3 negres peó · g2 blanques rei | 1 |
|   | a                                                                                   | b                                                                                   | c                                                                                   | d                                                                                   | e                                                                                   | f                                                                                   | g                                                                                   | h                                                                                   |   |

## Guanyant un temps
|   | a | b | c | d | e | f | g | h |   |
| 8 | a8 negres torre · b8 negres cavall · c8 negres alfil · e8 negres rei · f8 negres alfil · g8 negres cavall · h8 negres torre · a7 negres peó · b7 negres peó · c7 negres peó · e7 negres peó · f7 negres peó · g7 negres peó · h7 negres peó · d5 negres dama · a2 blanques peó · b2 blanques peó · c2 blanques peó · d2 blanques peó · f2 blanques peó · g2 blanques peó · h2 blanques peó · a1 blanques torre · b1 blanques cavall · c1 blanques alfil · d1 blanques dama · e1 blanques rei · f1 blanques alfil · g1 blanques cavall · h1 blanques torre | a8 negres torre · b8 negres cavall · c8 negres alfil · e8 negres rei · f8 negres alfil · g8 negres cavall · h8 negres torre · a7 negres peó · b7 negres peó · c7 negres peó · e7 negres peó · f7 negres peó · g7 negres peó · h7 negres peó · d5 negres dama · a2 blanques peó · b2 blanques peó · c2 blanques peó · d2 blanques peó · f2 blanques peó · g2 blanques peó · h2 blanques peó · a1 blanques torre · b1 blanques cavall · c1 blanques alfil · d1 blanques dama · e1 blanques rei · f1 blanques alfil · g1 blanques cavall · h1 blanques torre | a8 negres torre · b8 negres cavall · c8 negres alfil · e8 negres rei · f8 negres alfil · g8 negres cavall · h8 negres torre · a7 negres peó · b7 negres peó · c7 negres peó · e7 negres peó · f7 negres peó · g7 negres peó · h7 negres peó · d5 negres dama · a2 blanques peó · b2 blanques peó · c2 blanques peó · d2 blanques peó · f2 blanques peó · g2 blanques peó · h2 blanques peó · a1 blanques torre · b1 blanques cavall · c1 blanques alfil · d1 blanques dama · e1 blanques rei · f1 blanques alfil · g1 blanques cavall · h1 blanques torre | a8 negres torre · b8 negres cavall · c8 negres alfil · e8 negres rei · f8 negres alfil · g8 negres cavall · h8 negres torre · a7 negres peó · b7 negres peó · c7 negres peó · e7 negres peó · f7 negres peó · g7 negres peó · h7 negres peó · d5 negres dama · a2 blanques peó · b2 blanques peó · c2 blanques peó · d2 blanques peó · f2 blanques peó · g2 blanques peó · h2 blanques peó · a1 blanques torre · b1 blanques cavall · c1 blanques alfil · d1 blanques dama · e1 blanques rei · f1 blanques alfil · g1 blanques cavall · h1 blanques torre | a8 negres torre · b8 negres cavall · c8 negres alfil · e8 negres rei · f8 negres alfil · g8 negres cavall · h8 negres torre · a7 negres peó · b7 negres peó · c7 negres peó · e7 negres peó · f7 negres peó · g7 negres peó · h7 negres peó · d5 negres dama · a2 blanques peó · b2 blanques peó · c2 blanques peó · d2 blanques peó · f2 blanques peó · g2 blanques peó · h2 blanques peó · a1 blanques torre · b1 blanques cavall · c1 blanques alfil · d1 blanques dama · e1 blanques rei · f1 blanques alfil · g1 blanques cavall · h1 blanques torre | a8 negres torre · b8 negres cavall · c8 negres alfil · e8 negres rei · f8 negres alfil · g8 negres cavall · h8 negres torre · a7 negres peó · b7 negres peó · c7 negres peó · e7 negres peó · f7 negres peó · g7 negres peó · h7 negres peó · d5 negres dama · a2 blanques peó · b2 blanques peó · c2 blanques peó · d2 blanques peó · f2 blanques peó · g2 blanques peó · h2 blanques peó · a1 blanques torre · b1 blanques cavall · c1 blanques alfil · d1 blanques dama · e1 blanques rei · f1 blanques alfil · g1 blanques cavall · h1 blanques torre | a8 negres torre · b8 negres cavall · c8 negres alfil · e8 negres rei · f8 negres alfil · g8 negres cavall · h8 negres torre · a7 negres peó · b7 negres peó · c7 negres peó · e7 negres peó · f7 negres peó · g7 negres peó · h7 negres peó · d5 negres dama · a2 blanques peó · b2 blanques peó · c2 blanques peó · d2 blanques peó · f2 blanques peó · g2 blanques peó · h2 blanques peó · a1 blanques torre · b1 blanques cavall · c1 blanques alfil · d1 blanques dama · e1 blanques rei · f1 blanques alfil · g1 blanques cavall · h1 blanques torre | a8 negres torre · b8 negres cavall · c8 negres alfil · e8 negres rei · f8 negres alfil · g8 negres cavall · h8 negres torre · a7 negres peó · b7 negres peó · c7 negres peó · e7 negres peó · f7 negres peó · g7 negres peó · h7 negres peó · d5 negres dama · a2 blanques peó · b2 blanques peó · c2 blanques peó · d2 blanques peó · f2 blanques peó · g2 blanques peó · h2 blanques peó · a1 blanques torre · b1 blanques cavall · c1 blanques alfil · d1 blanques dama · e1 blanques rei · f1 blanques alfil · g1 blanques cavall · h1 blanques torre | 8 |
| 7 | a8 negres torre · b8 negres cavall · c8 negres alfil · e8 negres rei · f8 negres alfil · g8 negres cavall · h8 negres torre · a7 negres peó · b7 negres peó · c7 negres peó · e7 negres peó · f7 negres peó · g7 negres peó · h7 negres peó · d5 negres dama · a2 blanques peó · b2 blanques peó · c2 blanques peó · d2 blanques peó · f2 blanques peó · g2 blanques peó · h2 blanques peó · a1 blanques torre · b1 blanques cavall · c1 blanques alfil · d1 blanques dama · e1 blanques rei · f1 blanques alfil · g1 blanques cavall · h1 blanques torre | a8 negres torre · b8 negres cavall · c8 negres alfil · e8 negres rei · f8 negres alfil · g8 negres cavall · h8 negres torre · a7 negres peó · b7 negres peó · c7 negres peó · e7 negres peó · f7 negres peó · g7 negres peó · h7 negres peó · d5 negres dama · a2 blanques peó · b2 blanques peó · c2 blanques peó · d2 blanques peó · f2 blanques peó · g2 blanques peó · h2 blanques peó · a1 blanques torre · b1 blanques cavall · c1 blanques alfil · d1 blanques dama · e1 blanques rei · f1 blanques alfil · g1 blanques cavall · h1 blanques torre | a8 negres torre · b8 negres cavall · c8 negres alfil · e8 negres rei · f8 negres alfil · g8 negres cavall · h8 negres torre · a7 negres peó · b7 negres peó · c7 negres peó · e7 negres peó · f7 negres peó · g7 negres peó · h7 negres peó · d5 negres dama · a2 blanques peó · b2 blanques peó · c2 blanques peó · d2 blanques peó · f2 blanques peó · g2 blanques peó · h2 blanques peó · a1 blanques torre · b1 blanques cavall · c1 blanques alfil · d1 blanques dama · e1 blanques rei · f1 blanques alfil · g1 blanques cavall · h1 blanques torre | a8 negres torre · b8 negres cavall · c8 negres alfil · e8 negres rei · f8 negres alfil · g8 negres cavall · h8 negres torre · a7 negres peó · b7 negres peó · c7 negres peó · e7 negres peó · f7 negres peó · g7 negres peó · h7 negres peó · d5 negres dama · a2 blanques peó · b2 blanques peó · c2 blanques peó · d2 blanques peó · f2 blanques peó · g2 blanques peó · h2 blanques peó · a1 blanques torre · b1 blanques cavall · c1 blanques alfil · d1 blanques dama · e1 blanques rei · f1 blanques alfil · g1 blanques cavall · h1 blanques torre | a8 negres torre · b8 negres cavall · c8 negres alfil · e8 negres rei · f8 negres alfil · g8 negres cavall · h8 negres torre · a7 negres peó · b7 negres peó · c7 negres peó · e7 negres peó · f7 negres peó · g7 negres peó · h7 negres peó · d5 negres dama · a2 blanques peó · b2 blanques peó · c2 blanques peó · d2 blanques peó · f2 blanques peó · g2 blanques peó · h2 blanques peó · a1 blanques torre · b1 blanques cavall · c1 blanques alfil · d1 blanques dama · e1 blanques rei · f1 blanques alfil · g1 blanques cavall · h1 blanques torre | a8 negres torre · b8 negres cavall · c8 negres alfil · e8 negres rei · f8 negres alfil · g8 negres cavall · h8 negres torre · a7 negres peó · b7 negres peó · c7 negres peó · e7 negres peó · f7 negres peó · g7 negres peó · h7 negres peó · d5 negres dama · a2 blanques peó · b2 blanques peó · c2 blanques peó · d2 blanques peó · f2 blanques peó · g2 blanques peó · h2 blanques peó · a1 blanques torre · b1 blanques cavall · c1 blanques alfil · d1 blanques dama · e1 blanques rei · f1 blanques alfil · g1 blanques cavall · h1 blanques torre | a8 negres torre · b8 negres cavall · c8 negres alfil · e8 negres rei · f8 negres alfil · g8 negres cavall · h8 negres torre · a7 negres peó · b7 negres peó · c7 negres peó · e7 negres peó · f7 negres peó · g7 negres peó · h7 negres peó · d5 negres dama · a2 blanques peó · b2 blanques peó · c2 blanques peó · d2 blanques peó · f2 blanques peó · g2 blanques peó · h2 blanques peó · a1 blanques torre · b1 blanques cavall · c1 blanques alfil · d1 blanques dama · e1 blanques rei · f1 blanques alfil · g1 blanques cavall · h1 blanques torre | a8 negres torre · b8 negres cavall · c8 negres alfil · e8 negres rei · f8 negres alfil · g8 negres cavall · h8 negres torre · a7 negres peó · b7 negres peó · c7 negres peó · e7 negres peó · f7 negres peó · g7 negres peó · h7 negres peó · d5 negres dama · a2 blanques peó · b2 blanques peó · c2 blanques peó · d2 blanques peó · f2 blanques peó · g2 blanques peó · h2 blanques peó · a1 blanques torre · b1 blanques cavall · c1 blanques alfil · d1 blanques dama · e1 blanques rei · f1 blanques alfil · g1 blanques cavall · h1 blanques torre | 7 |
| 6 | a8 negres torre · b8 negres cavall · c8 negres alfil · e8 negres rei · f8 negres alfil · g8 negres cavall · h8 negres torre · a7 negres peó · b7 negres peó · c7 negres peó · e7 negres peó · f7 negres peó · g7 negres peó · h7 negres peó · d5 negres dama · a2 blanques peó · b2 blanques peó · c2 blanques peó · d2 blanques peó · f2 blanques peó · g2 blanques peó · h2 blanques peó · a1 blanques torre · b1 blanques cavall · c1 blanques alfil · d1 blanques dama · e1 blanques rei · f1 blanques alfil · g1 blanques cavall · h1 blanques torre | a8 negres torre · b8 negres cavall · c8 negres alfil · e8 negres rei · f8 negres alfil · g8 negres cavall · h8 negres torre · a7 negres peó · b7 negres peó · c7 negres peó · e7 negres peó · f7 negres peó · g7 negres peó · h7 negres peó · d5 negres dama · a2 blanques peó · b2 blanques peó · c2 blanques peó · d2 blanques peó · f2 blanques peó · g2 blanques peó · h2 blanques peó · a1 blanques torre · b1 blanques cavall · c1 blanques alfil · d1 blanques dama · e1 blanques rei · f1 blanques alfil · g1 blanques cavall · h1 blanques torre | a8 negres torre · b8 negres cavall · c8 negres alfil · e8 negres rei · f8 negres alfil · g8 negres cavall · h8 negres torre · a7 negres peó · b7 negres peó · c7 negres peó · e7 negres peó · f7 negres peó · g7 negres peó · h7 negres peó · d5 negres dama · a2 blanques peó · b2 blanques peó · c2 blanques peó · d2 blanques peó · f2 blanques peó · g2 blanques peó · h2 blanques peó · a1 blanques torre · b1 blanques cavall · c1 blanques alfil · d1 blanques dama · e1 blanques rei · f1 blanques alfil · g1 blanques cavall · h1 blanques torre | a8 negres torre · b8 negres cavall · c8 negres alfil · e8 negres rei · f8 negres alfil · g8 negres cavall · h8 negres torre · a7 negres peó · b7 negres peó · c7 negres peó · e7 negres peó · f7 negres peó · g7 negres peó · h7 negres peó · d5 negres dama · a2 blanques peó · b2 blanques peó · c2 blanques peó · d2 blanques peó · f2 blanques peó · g2 blanques peó · h2 blanques peó · a1 blanques torre · b1 blanques cavall · c1 blanques alfil · d1 blanques dama · e1 blanques rei · f1 blanques alfil · g1 blanques cavall · h1 blanques torre | a8 negres torre · b8 negres cavall · c8 negres alfil · e8 negres rei · f8 negres alfil · g8 negres cavall · h8 negres torre · a7 negres peó · b7 negres peó · c7 negres peó · e7 negres peó · f7 negres peó · g7 negres peó · h7 negres peó · d5 negres dama · a2 blanques peó · b2 blanques peó · c2 blanques peó · d2 blanques peó · f2 blanques peó · g2 blanques peó · h2 blanques peó · a1 blanques torre · b1 blanques cavall · c1 blanques alfil · d1 blanques dama · e1 blanques rei · f1 blanques alfil · g1 blanques cavall · h1 blanques torre | a8 negres torre · b8 negres cavall · c8 negres alfil · e8 negres rei · f8 negres alfil · g8 negres cavall · h8 negres torre · a7 negres peó · b7 negres peó · c7 negres peó · e7 negres peó · f7 negres peó · g7 negres peó · h7 negres peó · d5 negres dama · a2 blanques peó · b2 blanques peó · c2 blanques peó · d2 blanques peó · f2 blanques peó · g2 blanques peó · h2 blanques peó · a1 blanques torre · b1 blanques cavall · c1 blanques alfil · d1 blanques dama · e1 blanques rei · f1 blanques alfil · g1 blanques cavall · h1 blanques torre | a8 negres torre · b8 negres cavall · c8 negres alfil · e8 negres rei · f8 negres alfil · g8 negres cavall · h8 negres torre · a7 negres peó · b7 negres peó · c7 negres peó · e7 negres peó · f7 negres peó · g7 negres peó · h7 negres peó · d5 negres dama · a2 blanques peó · b2 blanques peó · c2 blanques peó · d2 blanques peó · f2 blanques peó · g2 blanques peó · h2 blanques peó · a1 blanques torre · b1 blanques cavall · c1 blanques alfil · d1 blanques dama · e1 blanques rei · f1 blanques alfil · g1 blanques cavall · h1 blanques torre | a8 negres torre · b8 negres cavall · c8 negres alfil · e8 negres rei · f8 negres alfil · g8 negres cavall · h8 negres torre · a7 negres peó · b7 negres peó · c7 negres peó · e7 negres peó · f7 negres peó · g7 negres peó · h7 negres peó · d5 negres dama · a2 blanques peó · b2 blanques peó · c2 blanques peó · d2 blanques peó · f2 blanques peó · g2 blanques peó · h2 blanques peó · a1 blanques torre · b1 blanques cavall · c1 blanques alfil · d1 blanques dama · e1 blanques rei · f1 blanques alfil · g1 blanques cavall · h1 blanques torre | 6 |
| 5 | a8 negres torre · b8 negres cavall · c8 negres alfil · e8 negres rei · f8 negres alfil · g8 negres cavall · h8 negres torre · a7 negres peó · b7 negres peó · c7 negres peó · e7 negres peó · f7 negres peó · g7 negres peó · h7 negres peó · d5 negres dama · a2 blanques peó · b2 blanques peó · c2 blanques peó · d2 blanques peó · f2 blanques peó · g2 blanques peó · h2 blanques peó · a1 blanques torre · b1 blanques cavall · c1 blanques alfil · d1 blanques dama · e1 blanques rei · f1 blanques alfil · g1 blanques cavall · h1 blanques torre | a8 negres torre · b8 negres cavall · c8 negres alfil · e8 negres rei · f8 negres alfil · g8 negres cavall · h8 negres torre · a7 negres peó · b7 negres peó · c7 negres peó · e7 negres peó · f7 negres peó · g7 negres peó · h7 negres peó · d5 negres dama · a2 blanques peó · b2 blanques peó · c2 blanques peó · d2 blanques peó · f2 blanques peó · g2 blanques peó · h2 blanques peó · a1 blanques torre · b1 blanques cavall · c1 blanques alfil · d1 blanques dama · e1 blanques rei · f1 blanques alfil · g1 blanques cavall · h1 blanques torre | a8 negres torre · b8 negres cavall · c8 negres alfil · e8 negres rei · f8 negres alfil · g8 negres cavall · h8 negres torre · a7 negres peó · b7 negres peó · c7 negres peó · e7 negres peó · f7 negres peó · g7 negres peó · h7 negres peó · d5 negres dama · a2 blanques peó · b2 blanques peó · c2 blanques peó · d2 blanques peó · f2 blanques peó · g2 blanques peó · h2 blanques peó · a1 blanques torre · b1 blanques cavall · c1 blanques alfil · d1 blanques dama · e1 blanques rei · f1 blanques alfil · g1 blanques cavall · h1 blanques torre | a8 negres torre · b8 negres cavall · c8 negres alfil · e8 negres rei · f8 negres alfil · g8 negres cavall · h8 negres torre · a7 negres peó · b7 negres peó · c7 negres peó · e7 negres peó · f7 negres peó · g7 negres peó · h7 negres peó · d5 negres dama · a2 blanques peó · b2 blanques peó · c2 blanques peó · d2 blanques peó · f2 blanques peó · g2 blanques peó · h2 blanques peó · a1 blanques torre · b1 blanques cavall · c1 blanques alfil · d1 blanques dama · e1 blanques rei · f1 blanques alfil · g1 blanques cavall · h1 blanques torre | a8 negres torre · b8 negres cavall · c8 negres alfil · e8 negres rei · f8 negres alfil · g8 negres cavall · h8 negres torre · a7 negres peó · b7 negres peó · c7 negres peó · e7 negres peó · f7 negres peó · g7 negres peó · h7 negres peó · d5 negres dama · a2 blanques peó · b2 blanques peó · c2 blanques peó · d2 blanques peó · f2 blanques peó · g2 blanques peó · h2 blanques peó · a1 blanques torre · b1 blanques cavall · c1 blanques alfil · d1 blanques dama · e1 blanques rei · f1 blanques alfil · g1 blanques cavall · h1 blanques torre | a8 negres torre · b8 negres cavall · c8 negres alfil · e8 negres rei · f8 negres alfil · g8 negres cavall · h8 negres torre · a7 negres peó · b7 negres peó · c7 negres peó · e7 negres peó · f7 negres peó · g7 negres peó · h7 negres peó · d5 negres dama · a2 blanques peó · b2 blanques peó · c2 blanques peó · d2 blanques peó · f2 blanques peó · g2 blanques peó · h2 blanques peó · a1 blanques torre · b1 blanques cavall · c1 blanques alfil · d1 blanques dama · e1 blanques rei · f1 blanques alfil · g1 blanques cavall · h1 blanques torre | a8 negres torre · b8 negres cavall · c8 negres alfil · e8 negres rei · f8 negres alfil · g8 negres cavall · h8 negres torre · a7 negres peó · b7 negres peó · c7 negres peó · e7 negres peó · f7 negres peó · g7 negres peó · h7 negres peó · d5 negres dama · a2 blanques peó · b2 blanques peó · c2 blanques peó · d2 blanques peó · f2 blanques peó · g2 blanques peó · h2 blanques peó · a1 blanques torre · b1 blanques cavall · c1 blanques alfil · d1 blanques dama · e1 blanques rei · f1 blanques alfil · g1 blanques cavall · h1 blanques torre | a8 negres torre · b8 negres cavall · c8 negres alfil · e8 negres rei · f8 negres alfil · g8 negres cavall · h8 negres torre · a7 negres peó · b7 negres peó · c7 negres peó · e7 negres peó · f7 negres peó · g7 negres peó · h7 negres peó · d5 negres dama · a2 blanques peó · b2 blanques peó · c2 blanques peó · d2 blanques peó · f2 blanques peó · g2 blanques peó · h2 blanques peó · a1 blanques torre · b1 blanques cavall · c1 blanques alfil · d1 blanques dama · e1 blanques rei · f1 blanques alfil · g1 blanques cavall · h1 blanques torre | 5 |
| 4 | a8 negres torre · b8 negres cavall · c8 negres alfil · e8 negres rei · f8 negres alfil · g8 negres cavall · h8 negres torre · a7 negres peó · b7 negres peó · c7 negres peó · e7 negres peó · f7 negres peó · g7 negres peó · h7 negres peó · d5 negres dama · a2 blanques peó · b2 blanques peó · c2 blanques peó · d2 blanques peó · f2 blanques peó · g2 blanques peó · h2 blanques peó · a1 blanques torre · b1 blanques cavall · c1 blanques alfil · d1 blanques dama · e1 blanques rei · f1 blanques alfil · g1 blanques cavall · h1 blanques torre | a8 negres torre · b8 negres cavall · c8 negres alfil · e8 negres rei · f8 negres alfil · g8 negres cavall · h8 negres torre · a7 negres peó · b7 negres peó · c7 negres peó · e7 negres peó · f7 negres peó · g7 negres peó · h7 negres peó · d5 negres dama · a2 blanques peó · b2 blanques peó · c2 blanques peó · d2 blanques peó · f2 blanques peó · g2 blanques peó · h2 blanques peó · a1 blanques torre · b1 blanques cavall · c1 blanques alfil · d1 blanques dama · e1 blanques rei · f1 blanques alfil · g1 blanques cavall · h1 blanques torre | a8 negres torre · b8 negres cavall · c8 negres alfil · e8 negres rei · f8 negres alfil · g8 negres cavall · h8 negres torre · a7 negres peó · b7 negres peó · c7 negres peó · e7 negres peó · f7 negres peó · g7 negres peó · h7 negres peó · d5 negres dama · a2 blanques peó · b2 blanques peó · c2 blanques peó · d2 blanques peó · f2 blanques peó · g2 blanques peó · h2 blanques peó · a1 blanques torre · b1 blanques cavall · c1 blanques alfil · d1 blanques dama · e1 blanques rei · f1 blanques alfil · g1 blanques cavall · h1 blanques torre | a8 negres torre · b8 negres cavall · c8 negres alfil · e8 negres rei · f8 negres alfil · g8 negres cavall · h8 negres torre · a7 negres peó · b7 negres peó · c7 negres peó · e7 negres peó · f7 negres peó · g7 negres peó · h7 negres peó · d5 negres dama · a2 blanques peó · b2 blanques peó · c2 blanques peó · d2 blanques peó · f2 blanques peó · g2 blanques peó · h2 blanques peó · a1 blanques torre · b1 blanques cavall · c1 blanques alfil · d1 blanques dama · e1 blanques rei · f1 blanques alfil · g1 blanques cavall · h1 blanques torre | a8 negres torre · b8 negres cavall · c8 negres alfil · e8 negres rei · f8 negres alfil · g8 negres cavall · h8 negres torre · a7 negres peó · b7 negres peó · c7 negres peó · e7 negres peó · f7 negres peó · g7 negres peó · h7 negres peó · d5 negres dama · a2 blanques peó · b2 blanques peó · c2 blanques peó · d2 blanques peó · f2 blanques peó · g2 blanques peó · h2 blanques peó · a1 blanques torre · b1 blanques cavall · c1 blanques alfil · d1 blanques dama · e1 blanques rei · f1 blanques alfil · g1 blanques cavall · h1 blanques torre | a8 negres torre · b8 negres cavall · c8 negres alfil · e8 negres rei · f8 negres alfil · g8 negres cavall · h8 negres torre · a7 negres peó · b7 negres peó · c7 negres peó · e7 negres peó · f7 negres peó · g7 negres peó · h7 negres peó · d5 negres dama · a2 blanques peó · b2 blanques peó · c2 blanques peó · d2 blanques peó · f2 blanques peó · g2 blanques peó · h2 blanques peó · a1 blanques torre · b1 blanques cavall · c1 blanques alfil · d1 blanques dama · e1 blanques rei · f1 blanques alfil · g1 blanques cavall · h1 blanques torre | a8 negres torre · b8 negres cavall · c8 negres alfil · e8 negres rei · f8 negres alfil · g8 negres cavall · h8 negres torre · a7 negres peó · b7 negres peó · c7 negres peó · e7 negres peó · f7 negres peó · g7 negres peó · h7 negres peó · d5 negres dama · a2 blanques peó · b2 blanques peó · c2 blanques peó · d2 blanques peó · f2 blanques peó · g2 blanques peó · h2 blanques peó · a1 blanques torre · b1 blanques cavall · c1 blanques alfil · d1 blanques dama · e1 blanques rei · f1 blanques alfil · g1 blanques cavall · h1 blanques torre | a8 negres torre · b8 negres cavall · c8 negres alfil · e8 negres rei · f8 negres alfil · g8 negres cavall · h8 negres torre · a7 negres peó · b7 negres peó · c7 negres peó · e7 negres peó · f7 negres peó · g7 negres peó · h7 negres peó · d5 negres dama · a2 blanques peó · b2 blanques peó · c2 blanques peó · d2 blanques peó · f2 blanques peó · g2 blanques peó · h2 blanques peó · a1 blanques torre · b1 blanques cavall · c1 blanques alfil · d1 blanques dama · e1 blanques rei · f1 blanques alfil · g1 blanques cavall · h1 blanques torre | 4 |
| 3 | a8 negres torre · b8 negres cavall · c8 negres alfil · e8 negres rei · f8 negres alfil · g8 negres cavall · h8 negres torre · a7 negres peó · b7 negres peó · c7 negres peó · e7 negres peó · f7 negres peó · g7 negres peó · h7 negres peó · d5 negres dama · a2 blanques peó · b2 blanques peó · c2 blanques peó · d2 blanques peó · f2 blanques peó · g2 blanques peó · h2 blanques peó · a1 blanques torre · b1 blanques cavall · c1 blanques alfil · d1 blanques dama · e1 blanques rei · f1 blanques alfil · g1 blanques cavall · h1 blanques torre | a8 negres torre · b8 negres cavall · c8 negres alfil · e8 negres rei · f8 negres alfil · g8 negres cavall · h8 negres torre · a7 negres peó · b7 negres peó · c7 negres peó · e7 negres peó · f7 negres peó · g7 negres peó · h7 negres peó · d5 negres dama · a2 blanques peó · b2 blanques peó · c2 blanques peó · d2 blanques peó · f2 blanques peó · g2 blanques peó · h2 blanques peó · a1 blanques torre · b1 blanques cavall · c1 blanques alfil · d1 blanques dama · e1 blanques rei · f1 blanques alfil · g1 blanques cavall · h1 blanques torre | a8 negres torre · b8 negres cavall · c8 negres alfil · e8 negres rei · f8 negres alfil · g8 negres cavall · h8 negres torre · a7 negres peó · b7 negres peó · c7 negres peó · e7 negres peó · f7 negres peó · g7 negres peó · h7 negres peó · d5 negres dama · a2 blanques peó · b2 blanques peó · c2 blanques peó · d2 blanques peó · f2 blanques peó · g2 blanques peó · h2 blanques peó · a1 blanques torre · b1 blanques cavall · c1 blanques alfil · d1 blanques dama · e1 blanques rei · f1 blanques alfil · g1 blanques cavall · h1 blanques torre | a8 negres torre · b8 negres cavall · c8 negres alfil · e8 negres rei · f8 negres alfil · g8 negres cavall · h8 negres torre · a7 negres peó · b7 negres peó · c7 negres peó · e7 negres peó · f7 negres peó · g7 negres peó · h7 negres peó · d5 negres dama · a2 blanques peó · b2 blanques peó · c2 blanques peó · d2 blanques peó · f2 blanques peó · g2 blanques peó · h2 blanques peó · a1 blanques torre · b1 blanques cavall · c1 blanques alfil · d1 blanques dama · e1 blanques rei · f1 blanques alfil · g1 blanques cavall · h1 blanques torre | a8 negres torre · b8 negres cavall · c8 negres alfil · e8 negres rei · f8 negres alfil · g8 negres cavall · h8 negres torre · a7 negres peó · b7 negres peó · c7 negres peó · e7 negres peó · f7 negres peó · g7 negres peó · h7 negres peó · d5 negres dama · a2 blanques peó · b2 blanques peó · c2 blanques peó · d2 blanques peó · f2 blanques peó · g2 blanques peó · h2 blanques peó · a1 blanques torre · b1 blanques cavall · c1 blanques alfil · d1 blanques dama · e1 blanques rei · f1 blanques alfil · g1 blanques cavall · h1 blanques torre | a8 negres torre · b8 negres cavall · c8 negres alfil · e8 negres rei · f8 negres alfil · g8 negres cavall · h8 negres torre · a7 negres peó · b7 negres peó · c7 negres peó · e7 negres peó · f7 negres peó · g7 negres peó · h7 negres peó · d5 negres dama · a2 blanques peó · b2 blanques peó · c2 blanques peó · d2 blanques peó · f2 blanques peó · g2 blanques peó · h2 blanques peó · a1 blanques torre · b1 blanques cavall · c1 blanques alfil · d1 blanques dama · e1 blanques rei · f1 blanques alfil · g1 blanques cavall · h1 blanques torre | a8 negres torre · b8 negres cavall · c8 negres alfil · e8 negres rei · f8 negres alfil · g8 negres cavall · h8 negres torre · a7 negres peó · b7 negres peó · c7 negres peó · e7 negres peó · f7 negres peó · g7 negres peó · h7 negres peó · d5 negres dama · a2 blanques peó · b2 blanques peó · c2 blanques peó · d2 blanques peó · f2 blanques peó · g2 blanques peó · h2 blanques peó · a1 blanques torre · b1 blanques cavall · c1 blanques alfil · d1 blanques dama · e1 blanques rei · f1 blanques alfil · g1 blanques cavall · h1 blanques torre | a8 negres torre · b8 negres cavall · c8 negres alfil · e8 negres rei · f8 negres alfil · g8 negres cavall · h8 negres torre · a7 negres peó · b7 negres peó · c7 negres peó · e7 negres peó · f7 negres peó · g7 negres peó · h7 negres peó · d5 negres dama · a2 blanques peó · b2 blanques peó · c2 blanques peó · d2 blanques peó · f2 blanques peó · g2 blanques peó · h2 blanques peó · a1 blanques torre · b1 blanques cavall · c1 blanques alfil · d1 blanques dama · e1 blanques rei · f1 blanques alfil · g1 blanques cavall · h1 blanques torre | 3 |
| 2 | a8 negres torre · b8 negres cavall · c8 negres alfil · e8 negres rei · f8 negres alfil · g8 negres cavall · h8 negres torre · a7 negres peó · b7 negres peó · c7 negres peó · e7 negres peó · f7 negres peó · g7 negres peó · h7 negres peó · d5 negres dama · a2 blanques peó · b2 blanques peó · c2 blanques peó · d2 blanques peó · f2 blanques peó · g2 blanques peó · h2 blanques peó · a1 blanques torre · b1 blanques cavall · c1 blanques alfil · d1 blanques dama · e1 blanques rei · f1 blanques alfil · g1 blanques cavall · h1 blanques torre | a8 negres torre · b8 negres cavall · c8 negres alfil · e8 negres rei · f8 negres alfil · g8 negres cavall · h8 negres torre · a7 negres peó · b7 negres peó · c7 negres peó · e7 negres peó · f7 negres peó · g7 negres peó · h7 negres peó · d5 negres dama · a2 blanques peó · b2 blanques peó · c2 blanques peó · d2 blanques peó · f2 blanques peó · g2 blanques peó · h2 blanques peó · a1 blanques torre · b1 blanques cavall · c1 blanques alfil · d1 blanques dama · e1 blanques rei · f1 blanques alfil · g1 blanques cavall · h1 blanques torre | a8 negres torre · b8 negres cavall · c8 negres alfil · e8 negres rei · f8 negres alfil · g8 negres cavall · h8 negres torre · a7 negres peó · b7 negres peó · c7 negres peó · e7 negres peó · f7 negres peó · g7 negres peó · h7 negres peó · d5 negres dama · a2 blanques peó · b2 blanques peó · c2 blanques peó · d2 blanques peó · f2 blanques peó · g2 blanques peó · h2 blanques peó · a1 blanques torre · b1 blanques cavall · c1 blanques alfil · d1 blanques dama · e1 blanques rei · f1 blanques alfil · g1 blanques cavall · h1 blanques torre | a8 negres torre · b8 negres cavall · c8 negres alfil · e8 negres rei · f8 negres alfil · g8 negres cavall · h8 negres torre · a7 negres peó · b7 negres peó · c7 negres peó · e7 negres peó · f7 negres peó · g7 negres peó · h7 negres peó · d5 negres dama · a2 blanques peó · b2 blanques peó · c2 blanques peó · d2 blanques peó · f2 blanques peó · g2 blanques peó · h2 blanques peó · a1 blanques torre · b1 blanques cavall · c1 blanques alfil · d1 blanques dama · e1 blanques rei · f1 blanques alfil · g1 blanques cavall · h1 blanques torre | a8 negres torre · b8 negres cavall · c8 negres alfil · e8 negres rei · f8 negres alfil · g8 negres cavall · h8 negres torre · a7 negres peó · b7 negres peó · c7 negres peó · e7 negres peó · f7 negres peó · g7 negres peó · h7 negres peó · d5 negres dama · a2 blanques peó · b2 blanques peó · c2 blanques peó · d2 blanques peó · f2 blanques peó · g2 blanques peó · h2 blanques peó · a1 blanques torre · b1 blanques cavall · c1 blanques alfil · d1 blanques dama · e1 blanques rei · f1 blanques alfil · g1 blanques cavall · h1 blanques torre | a8 negres torre · b8 negres cavall · c8 negres alfil · e8 negres rei · f8 negres alfil · g8 negres cavall · h8 negres torre · a7 negres peó · b7 negres peó · c7 negres peó · e7 negres peó · f7 negres peó · g7 negres peó · h7 negres peó · d5 negres dama · a2 blanques peó · b2 blanques peó · c2 blanques peó · d2 blanques peó · f2 blanques peó · g2 blanques peó · h2 blanques peó · a1 blanques torre · b1 blanques cavall · c1 blanques alfil · d1 blanques dama · e1 blanques rei · f1 blanques alfil · g1 blanques cavall · h1 blanques torre | a8 negres torre · b8 negres cavall · c8 negres alfil · e8 negres rei · f8 negres alfil · g8 negres cavall · h8 negres torre · a7 negres peó · b7 negres peó · c7 negres peó · e7 negres peó · f7 negres peó · g7 negres peó · h7 negres peó · d5 negres dama · a2 blanques peó · b2 blanques peó · c2 blanques peó · d2 blanques peó · f2 blanques peó · g2 blanques peó · h2 blanques peó · a1 blanques torre · b1 blanques cavall · c1 blanques alfil · d1 blanques dama · e1 blanques rei · f1 blanques alfil · g1 blanques cavall · h1 blanques torre | a8 negres torre · b8 negres cavall · c8 negres alfil · e8 negres rei · f8 negres alfil · g8 negres cavall · h8 negres torre · a7 negres peó · b7 negres peó · c7 negres peó · e7 negres peó · f7 negres peó · g7 negres peó · h7 negres peó · d5 negres dama · a2 blanques peó · b2 blanques peó · c2 blanques peó · d2 blanques peó · f2 blanques peó · g2 blanques peó · h2 blanques peó · a1 blanques torre · b1 blanques cavall · c1 blanques alfil · d1 blanques dama · e1 blanques rei · f1 blanques alfil · g1 blanques cavall · h1 blanques torre | 2 |
| 1 | a8 negres torre · b8 negres cavall · c8 negres alfil · e8 negres rei · f8 negres alfil · g8 negres cavall · h8 negres torre · a7 negres peó · b7 negres peó · c7 negres peó · e7 negres peó · f7 negres peó · g7 negres peó · h7 negres peó · d5 negres dama · a2 blanques peó · b2 blanques peó · c2 blanques peó · d2 blanques peó · f2 blanques peó · g2 blanques peó · h2 blanques peó · a1 blanques torre · b1 blanques cavall · c1 blanques alfil · d1 blanques dama · e1 blanques rei · f1 blanques alfil · g1 blanques cavall · h1 blanques torre | a8 negres torre · b8 negres cavall · c8 negres alfil · e8 negres rei · f8 negres alfil · g8 negres cavall · h8 negres torre · a7 negres peó · b7 negres peó · c7 negres peó · e7 negres peó · f7 negres peó · g7 negres peó · h7 negres peó · d5 negres dama · a2 blanques peó · b2 blanques peó · c2 blanques peó · d2 blanques peó · f2 blanques peó · g2 blanques peó · h2 blanques peó · a1 blanques torre · b1 blanques cavall · c1 blanques alfil · d1 blanques dama · e1 blanques rei · f1 blanques alfil · g1 blanques cavall · h1 blanques torre | a8 negres torre · b8 negres cavall · c8 negres alfil · e8 negres rei · f8 negres alfil · g8 negres cavall · h8 negres torre · a7 negres peó · b7 negres peó · c7 negres peó · e7 negres peó · f7 negres peó · g7 negres peó · h7 negres peó · d5 negres dama · a2 blanques peó · b2 blanques peó · c2 blanques peó · d2 blanques peó · f2 blanques peó · g2 blanques peó · h2 blanques peó · a1 blanques torre · b1 blanques cavall · c1 blanques alfil · d1 blanques dama · e1 blanques rei · f1 blanques alfil · g1 blanques cavall · h1 blanques torre | a8 negres torre · b8 negres cavall · c8 negres alfil · e8 negres rei · f8 negres alfil · g8 negres cavall · h8 negres torre · a7 negres peó · b7 negres peó · c7 negres peó · e7 negres peó · f7 negres peó · g7 negres peó · h7 negres peó · d5 negres dama · a2 blanques peó · b2 blanques peó · c2 blanques peó · d2 blanques peó · f2 blanques peó · g2 blanques peó · h2 blanques peó · a1 blanques torre · b1 blanques cavall · c1 blanques alfil · d1 blanques dama · e1 blanques rei · f1 blanques alfil · g1 blanques cavall · h1 blanques torre | a8 negres torre · b8 negres cavall · c8 negres alfil · e8 negres rei · f8 negres alfil · g8 negres cavall · h8 negres torre · a7 negres peó · b7 negres peó · c7 negres peó · e7 negres peó · f7 negres peó · g7 negres peó · h7 negres peó · d5 negres dama · a2 blanques peó · b2 blanques peó · c2 blanques peó · d2 blanques peó · f2 blanques peó · g2 blanques peó · h2 blanques peó · a1 blanques torre · b1 blanques cavall · c1 blanques alfil · d1 blanques dama · e1 blanques rei · f1 blanques alfil · g1 blanques cavall · h1 blanques torre | a8 negres torre · b8 negres cavall · c8 negres alfil · e8 negres rei · f8 negres alfil · g8 negres cavall · h8 negres torre · a7 negres peó · b7 negres peó · c7 negres peó · e7 negres peó · f7 negres peó · g7 negres peó · h7 negres peó · d5 negres dama · a2 blanques peó · b2 blanques peó · c2 blanques peó · d2 blanques peó · f2 blanques peó · g2 blanques peó · h2 blanques peó · a1 blanques torre · b1 blanques cavall · c1 blanques alfil · d1 blanques dama · e1 blanques rei · f1 blanques alfil · g1 blanques cavall · h1 blanques torre | a8 negres torre · b8 negres cavall · c8 negres alfil · e8 negres rei · f8 negres alfil · g8 negres cavall · h8 negres torre · a7 negres peó · b7 negres peó · c7 negres peó · e7 negres peó · f7 negres peó · g7 negres peó · h7 negres peó · d5 negres dama · a2 blanques peó · b2 blanques peó · c2 blanques peó · d2 blanques peó · f2 blanques peó · g2 blanques peó · h2 blanques peó · a1 blanques torre · b1 blanques cavall · c1 blanques alfil · d1 blanques dama · e1 blanques rei · f1 blanques alfil · g1 blanques cavall · h1 blanques torre | a8 negres torre · b8 negres cavall · c8 negres alfil · e8 negres rei · f8 negres alfil · g8 negres cavall · h8 negres torre · a7 negres peó · b7 negres peó · c7 negres peó · e7 negres peó · f7 negres peó · g7 negres peó · h7 negres peó · d5 negres dama · a2 blanques peó · b2 blanques peó · c2 blanques peó · d2 blanques peó · f2 blanques peó · g2 blanques peó · h2 blanques peó · a1 blanques torre · b1 blanques cavall · c1 blanques alfil · d1 blanques dama · e1 blanques rei · f1 blanques alfil · g1 blanques cavall · h1 blanques torre | 1 |
|   | a | b | c | d | e | f | g | h |   |

És possible "guanyar" un temps, per exemple, desenvolupant una peça que alhora faci escac, tot i que si l'escac pot ser evitat interposant una peça que també es desenvolupi, llavors el resultat seria nul. Si l'escac pot ser interceptat amb una jugada útil de peó, i aquest peó a més amenacés la peça que fa l'escac, obligant-la a retrocedir, llavors l'escac podria fins i tot haver "perdut" un temps.
En general, és desitjable fer jugades que guanyin temps. Hom diu que un jugador té la iniciativa si està en situació de fer jugades que forcin el rival a contestar-les d'una determinada manera, o que limitin les seves opcions de resposta. El jugador que té la iniciativa té un més ampli ventall de jugades a la seva disposició, i pot controlar la direcció en la qual es mourà la partida, tot i que aquest avantatge és només relatiu, i podria no valer la pena de tenir (per exemple, en moltes posicions, tenir la iniciativa seria inútil, si el jugador tingués una torre de menys).
A la defensa escandinava, després d'1. e4 d5 2.exd5 Dxd5, si les blanques fan 3. Cc3 tot atacant la dama, forçant-la a moure's novament, guanyen un temps. Un moviment similar guanya també un temps al gambit del centre.

## Perdent un temps
En algunes posicions de finals, a un jugador li pot convenir de "perdre" un temps per progressar. Per exemple, quan els dos reis estan en oposició (una forma de zugzwang), el jugador a qui li toca moure normalment té desavantatge precisament pel fet que és obligat a moure. El jugador que té el torn podria haver de triangular per tal de perdre un temps i tornar a la mateixa posició però essent el torne de l'oponent (de manera que el posi en zugzwang). Els reis, dames, alfils, i torres, poden perdre un temps. En canvi, els cavalls no poden pas (Müller & Pajeken 2008:40,175,189).
|   | a                                                                     | b                                                                     | c                                                                     | d                                                                     | e                                                                     | f                                                                     | g                                                                     | h                                                                     |   |
| 8 | d8 blanques torre · f4 blanques rei · g4 negres alfil · h4 negres rei | d8 blanques torre · f4 blanques rei · g4 negres alfil · h4 negres rei | d8 blanques torre · f4 blanques rei · g4 negres alfil · h4 negres rei | d8 blanques torre · f4 blanques rei · g4 negres alfil · h4 negres rei | d8 blanques torre · f4 blanques rei · g4 negres alfil · h4 negres rei | d8 blanques torre · f4 blanques rei · g4 negres alfil · h4 negres rei | d8 blanques torre · f4 blanques rei · g4 negres alfil · h4 negres rei | d8 blanques torre · f4 blanques rei · g4 negres alfil · h4 negres rei | 8 |
| 7 | d8 blanques torre · f4 blanques rei · g4 negres alfil · h4 negres rei | d8 blanques torre · f4 blanques rei · g4 negres alfil · h4 negres rei | d8 blanques torre · f4 blanques rei · g4 negres alfil · h4 negres rei | d8 blanques torre · f4 blanques rei · g4 negres alfil · h4 negres rei | d8 blanques torre · f4 blanques rei · g4 negres alfil · h4 negres rei | d8 blanques torre · f4 blanques rei · g4 negres alfil · h4 negres rei | d8 blanques torre · f4 blanques rei · g4 negres alfil · h4 negres rei | d8 blanques torre · f4 blanques rei · g4 negres alfil · h4 negres rei | 7 |
| 6 | d8 blanques torre · f4 blanques rei · g4 negres alfil · h4 negres rei | d8 blanques torre · f4 blanques rei · g4 negres alfil · h4 negres rei | d8 blanques torre · f4 blanques rei · g4 negres alfil · h4 negres rei | d8 blanques torre · f4 blanques rei · g4 negres alfil · h4 negres rei | d8 blanques torre · f4 blanques rei · g4 negres alfil · h4 negres rei | d8 blanques torre · f4 blanques rei · g4 negres alfil · h4 negres rei | d8 blanques torre · f4 blanques rei · g4 negres alfil · h4 negres rei | d8 blanques torre · f4 blanques rei · g4 negres alfil · h4 negres rei | 6 |
| 5 | d8 blanques torre · f4 blanques rei · g4 negres alfil · h4 negres rei | d8 blanques torre · f4 blanques rei · g4 negres alfil · h4 negres rei | d8 blanques torre · f4 blanques rei · g4 negres alfil · h4 negres rei | d8 blanques torre · f4 blanques rei · g4 negres alfil · h4 negres rei | d8 blanques torre · f4 blanques rei · g4 negres alfil · h4 negres rei | d8 blanques torre · f4 blanques rei · g4 negres alfil · h4 negres rei | d8 blanques torre · f4 blanques rei · g4 negres alfil · h4 negres rei | d8 blanques torre · f4 blanques rei · g4 negres alfil · h4 negres rei | 5 |
| 4 | d8 blanques torre · f4 blanques rei · g4 negres alfil · h4 negres rei | d8 blanques torre · f4 blanques rei · g4 negres alfil · h4 negres rei | d8 blanques torre · f4 blanques rei · g4 negres alfil · h4 negres rei | d8 blanques torre · f4 blanques rei · g4 negres alfil · h4 negres rei | d8 blanques torre · f4 blanques rei · g4 negres alfil · h4 negres rei | d8 blanques torre · f4 blanques rei · g4 negres alfil · h4 negres rei | d8 blanques torre · f4 blanques rei · g4 negres alfil · h4 negres rei | d8 blanques torre · f4 blanques rei · g4 negres alfil · h4 negres rei | 4 |
| 3 | d8 blanques torre · f4 blanques rei · g4 negres alfil · h4 negres rei | d8 blanques torre · f4 blanques rei · g4 negres alfil · h4 negres rei | d8 blanques torre · f4 blanques rei · g4 negres alfil · h4 negres rei | d8 blanques torre · f4 blanques rei · g4 negres alfil · h4 negres rei | d8 blanques torre · f4 blanques rei · g4 negres alfil · h4 negres rei | d8 blanques torre · f4 blanques rei · g4 negres alfil · h4 negres rei | d8 blanques torre · f4 blanques rei · g4 negres alfil · h4 negres rei | d8 blanques torre · f4 blanques rei · g4 negres alfil · h4 negres rei | 3 |
| 2 | d8 blanques torre · f4 blanques rei · g4 negres alfil · h4 negres rei | d8 blanques torre · f4 blanques rei · g4 negres alfil · h4 negres rei | d8 blanques torre · f4 blanques rei · g4 negres alfil · h4 negres rei | d8 blanques torre · f4 blanques rei · g4 negres alfil · h4 negres rei | d8 blanques torre · f4 blanques rei · g4 negres alfil · h4 negres rei | d8 blanques torre · f4 blanques rei · g4 negres alfil · h4 negres rei | d8 blanques torre · f4 blanques rei · g4 negres alfil · h4 negres rei | d8 blanques torre · f4 blanques rei · g4 negres alfil · h4 negres rei | 2 |
| 1 | d8 blanques torre · f4 blanques rei · g4 negres alfil · h4 negres rei | d8 blanques torre · f4 blanques rei · g4 negres alfil · h4 negres rei | d8 blanques torre · f4 blanques rei · g4 negres alfil · h4 negres rei | d8 blanques torre · f4 blanques rei · g4 negres alfil · h4 negres rei | d8 blanques torre · f4 blanques rei · g4 negres alfil · h4 negres rei | d8 blanques torre · f4 blanques rei · g4 negres alfil · h4 negres rei | d8 blanques torre · f4 blanques rei · g4 negres alfil · h4 negres rei | d8 blanques torre · f4 blanques rei · g4 negres alfil · h4 negres rei | 1 |
|   | a                                                                     | b                                                                     | c                                                                     | d                                                                     | e                                                                     | f                                                                     | g                                                                     | h                                                                     |   |

|   | a | b | c | d | e | f | g | h |   |
| 8 | h8 blanques torre · h7 black cross · h6 black cross · h5 negres alfil · f4 blanques rei · h4 negres rei | h8 blanques torre · h7 black cross · h6 black cross · h5 negres alfil · f4 blanques rei · h4 negres rei | h8 blanques torre · h7 black cross · h6 black cross · h5 negres alfil · f4 blanques rei · h4 negres rei | h8 blanques torre · h7 black cross · h6 black cross · h5 negres alfil · f4 blanques rei · h4 negres rei | h8 blanques torre · h7 black cross · h6 black cross · h5 negres alfil · f4 blanques rei · h4 negres rei | h8 blanques torre · h7 black cross · h6 black cross · h5 negres alfil · f4 blanques rei · h4 negres rei | h8 blanques torre · h7 black cross · h6 black cross · h5 negres alfil · f4 blanques rei · h4 negres rei | h8 blanques torre · h7 black cross · h6 black cross · h5 negres alfil · f4 blanques rei · h4 negres rei | 8 |
| 7 | h8 blanques torre · h7 black cross · h6 black cross · h5 negres alfil · f4 blanques rei · h4 negres rei | h8 blanques torre · h7 black cross · h6 black cross · h5 negres alfil · f4 blanques rei · h4 negres rei | h8 blanques torre · h7 black cross · h6 black cross · h5 negres alfil · f4 blanques rei · h4 negres rei | h8 blanques torre · h7 black cross · h6 black cross · h5 negres alfil · f4 blanques rei · h4 negres rei | h8 blanques torre · h7 black cross · h6 black cross · h5 negres alfil · f4 blanques rei · h4 negres rei | h8 blanques torre · h7 black cross · h6 black cross · h5 negres alfil · f4 blanques rei · h4 negres rei | h8 blanques torre · h7 black cross · h6 black cross · h5 negres alfil · f4 blanques rei · h4 negres rei | h8 blanques torre · h7 black cross · h6 black cross · h5 negres alfil · f4 blanques rei · h4 negres rei | 7 |
| 6 | h8 blanques torre · h7 black cross · h6 black cross · h5 negres alfil · f4 blanques rei · h4 negres rei | h8 blanques torre · h7 black cross · h6 black cross · h5 negres alfil · f4 blanques rei · h4 negres rei | h8 blanques torre · h7 black cross · h6 black cross · h5 negres alfil · f4 blanques rei · h4 negres rei | h8 blanques torre · h7 black cross · h6 black cross · h5 negres alfil · f4 blanques rei · h4 negres rei | h8 blanques torre · h7 black cross · h6 black cross · h5 negres alfil · f4 blanques rei · h4 negres rei | h8 blanques torre · h7 black cross · h6 black cross · h5 negres alfil · f4 blanques rei · h4 negres rei | h8 blanques torre · h7 black cross · h6 black cross · h5 negres alfil · f4 blanques rei · h4 negres rei | h8 blanques torre · h7 black cross · h6 black cross · h5 negres alfil · f4 blanques rei · h4 negres rei | 6 |
| 5 | h8 blanques torre · h7 black cross · h6 black cross · h5 negres alfil · f4 blanques rei · h4 negres rei | h8 blanques torre · h7 black cross · h6 black cross · h5 negres alfil · f4 blanques rei · h4 negres rei | h8 blanques torre · h7 black cross · h6 black cross · h5 negres alfil · f4 blanques rei · h4 negres rei | h8 blanques torre · h7 black cross · h6 black cross · h5 negres alfil · f4 blanques rei · h4 negres rei | h8 blanques torre · h7 black cross · h6 black cross · h5 negres alfil · f4 blanques rei · h4 negres rei | h8 blanques torre · h7 black cross · h6 black cross · h5 negres alfil · f4 blanques rei · h4 negres rei | h8 blanques torre · h7 black cross · h6 black cross · h5 negres alfil · f4 blanques rei · h4 negres rei | h8 blanques torre · h7 black cross · h6 black cross · h5 negres alfil · f4 blanques rei · h4 negres rei | 5 |
| 4 | h8 blanques torre · h7 black cross · h6 black cross · h5 negres alfil · f4 blanques rei · h4 negres rei | h8 blanques torre · h7 black cross · h6 black cross · h5 negres alfil · f4 blanques rei · h4 negres rei | h8 blanques torre · h7 black cross · h6 black cross · h5 negres alfil · f4 blanques rei · h4 negres rei | h8 blanques torre · h7 black cross · h6 black cross · h5 negres alfil · f4 blanques rei · h4 negres rei | h8 blanques torre · h7 black cross · h6 black cross · h5 negres alfil · f4 blanques rei · h4 negres rei | h8 blanques torre · h7 black cross · h6 black cross · h5 negres alfil · f4 blanques rei · h4 negres rei | h8 blanques torre · h7 black cross · h6 black cross · h5 negres alfil · f4 blanques rei · h4 negres rei | h8 blanques torre · h7 black cross · h6 black cross · h5 negres alfil · f4 blanques rei · h4 negres rei | 4 |
| 3 | h8 blanques torre · h7 black cross · h6 black cross · h5 negres alfil · f4 blanques rei · h4 negres rei | h8 blanques torre · h7 black cross · h6 black cross · h5 negres alfil · f4 blanques rei · h4 negres rei | h8 blanques torre · h7 black cross · h6 black cross · h5 negres alfil · f4 blanques rei · h4 negres rei | h8 blanques torre · h7 black cross · h6 black cross · h5 negres alfil · f4 blanques rei · h4 negres rei | h8 blanques torre · h7 black cross · h6 black cross · h5 negres alfil · f4 blanques rei · h4 negres rei | h8 blanques torre · h7 black cross · h6 black cross · h5 negres alfil · f4 blanques rei · h4 negres rei | h8 blanques torre · h7 black cross · h6 black cross · h5 negres alfil · f4 blanques rei · h4 negres rei | h8 blanques torre · h7 black cross · h6 black cross · h5 negres alfil · f4 blanques rei · h4 negres rei | 3 |
| 2 | h8 blanques torre · h7 black cross · h6 black cross · h5 negres alfil · f4 blanques rei · h4 negres rei | h8 blanques torre · h7 black cross · h6 black cross · h5 negres alfil · f4 blanques rei · h4 negres rei | h8 blanques torre · h7 black cross · h6 black cross · h5 negres alfil · f4 blanques rei · h4 negres rei | h8 blanques torre · h7 black cross · h6 black cross · h5 negres alfil · f4 blanques rei · h4 negres rei | h8 blanques torre · h7 black cross · h6 black cross · h5 negres alfil · f4 blanques rei · h4 negres rei | h8 blanques torre · h7 black cross · h6 black cross · h5 negres alfil · f4 blanques rei · h4 negres rei | h8 blanques torre · h7 black cross · h6 black cross · h5 negres alfil · f4 blanques rei · h4 negres rei | h8 blanques torre · h7 black cross · h6 black cross · h5 negres alfil · f4 blanques rei · h4 negres rei | 2 |
| 1 | h8 blanques torre · h7 black cross · h6 black cross · h5 negres alfil · f4 blanques rei · h4 negres rei | h8 blanques torre · h7 black cross · h6 black cross · h5 negres alfil · f4 blanques rei · h4 negres rei | h8 blanques torre · h7 black cross · h6 black cross · h5 negres alfil · f4 blanques rei · h4 negres rei | h8 blanques torre · h7 black cross · h6 black cross · h5 negres alfil · f4 blanques rei · h4 negres rei | h8 blanques torre · h7 black cross · h6 black cross · h5 negres alfil · f4 blanques rei · h4 negres rei | h8 blanques torre · h7 black cross · h6 black cross · h5 negres alfil · f4 blanques rei · h4 negres rei | h8 blanques torre · h7 black cross · h6 black cross · h5 negres alfil · f4 blanques rei · h4 negres rei | h8 blanques torre · h7 black cross · h6 black cross · h5 negres alfil · f4 blanques rei · h4 negres rei | 1 |
|   | a | b | c | d | e | f | g | h |   |

En aquesta posició, d'una partida de 2008 entre Artiom Timoféiev i Ernesto Inarkiev, Les negres abandonen perquè les blanques guanyen amb un temps d'avantatge (en Timoféiev va guanyar l'Obert de Moscou de 2008 mercès a aquesta partida). Les blanques amenacen 118. Th8+. Si les negres mouen el rei a la 117, les blanques guanyen l'alfil amb 118. Th8+, cosa que deriva en una posició de mat elemental. Si les negres fan 117... Ah5 llavors 118. Th8 i les negres estan en zugzwang, i perden. Per tant, les negres han de fer 117... Ae2 per evitar entrar immediatament en una posició perduda, però llavors ve 118. Th8+ Ah5 i ara les blanques "perden un temps" amb 119. Th7 (o 119. Th6), mantenint la clavada sobre l'alfil, passant el torn a les negres, de manera que han de moure el rei i, per tant, perdre l'alfil i la partida.

## Temps sobrer
|   | a | b | c | d | e | f | g | h |   |
| 8 | f7 negres peó · f6 black circle · h6 negres peó · a5 blanques rei · b5 negres peó · g5 negres peó · b4 blanques peó · c4 negres rei · g4 blanques peó · f3 white circle · h3 white circle · f2 blanques peó · h2 blanques peó | f7 negres peó · f6 black circle · h6 negres peó · a5 blanques rei · b5 negres peó · g5 negres peó · b4 blanques peó · c4 negres rei · g4 blanques peó · f3 white circle · h3 white circle · f2 blanques peó · h2 blanques peó | f7 negres peó · f6 black circle · h6 negres peó · a5 blanques rei · b5 negres peó · g5 negres peó · b4 blanques peó · c4 negres rei · g4 blanques peó · f3 white circle · h3 white circle · f2 blanques peó · h2 blanques peó | f7 negres peó · f6 black circle · h6 negres peó · a5 blanques rei · b5 negres peó · g5 negres peó · b4 blanques peó · c4 negres rei · g4 blanques peó · f3 white circle · h3 white circle · f2 blanques peó · h2 blanques peó | f7 negres peó · f6 black circle · h6 negres peó · a5 blanques rei · b5 negres peó · g5 negres peó · b4 blanques peó · c4 negres rei · g4 blanques peó · f3 white circle · h3 white circle · f2 blanques peó · h2 blanques peó | f7 negres peó · f6 black circle · h6 negres peó · a5 blanques rei · b5 negres peó · g5 negres peó · b4 blanques peó · c4 negres rei · g4 blanques peó · f3 white circle · h3 white circle · f2 blanques peó · h2 blanques peó | f7 negres peó · f6 black circle · h6 negres peó · a5 blanques rei · b5 negres peó · g5 negres peó · b4 blanques peó · c4 negres rei · g4 blanques peó · f3 white circle · h3 white circle · f2 blanques peó · h2 blanques peó | f7 negres peó · f6 black circle · h6 negres peó · a5 blanques rei · b5 negres peó · g5 negres peó · b4 blanques peó · c4 negres rei · g4 blanques peó · f3 white circle · h3 white circle · f2 blanques peó · h2 blanques peó | 8 |
| 7 | f7 negres peó · f6 black circle · h6 negres peó · a5 blanques rei · b5 negres peó · g5 negres peó · b4 blanques peó · c4 negres rei · g4 blanques peó · f3 white circle · h3 white circle · f2 blanques peó · h2 blanques peó | f7 negres peó · f6 black circle · h6 negres peó · a5 blanques rei · b5 negres peó · g5 negres peó · b4 blanques peó · c4 negres rei · g4 blanques peó · f3 white circle · h3 white circle · f2 blanques peó · h2 blanques peó | f7 negres peó · f6 black circle · h6 negres peó · a5 blanques rei · b5 negres peó · g5 negres peó · b4 blanques peó · c4 negres rei · g4 blanques peó · f3 white circle · h3 white circle · f2 blanques peó · h2 blanques peó | f7 negres peó · f6 black circle · h6 negres peó · a5 blanques rei · b5 negres peó · g5 negres peó · b4 blanques peó · c4 negres rei · g4 blanques peó · f3 white circle · h3 white circle · f2 blanques peó · h2 blanques peó | f7 negres peó · f6 black circle · h6 negres peó · a5 blanques rei · b5 negres peó · g5 negres peó · b4 blanques peó · c4 negres rei · g4 blanques peó · f3 white circle · h3 white circle · f2 blanques peó · h2 blanques peó | f7 negres peó · f6 black circle · h6 negres peó · a5 blanques rei · b5 negres peó · g5 negres peó · b4 blanques peó · c4 negres rei · g4 blanques peó · f3 white circle · h3 white circle · f2 blanques peó · h2 blanques peó | f7 negres peó · f6 black circle · h6 negres peó · a5 blanques rei · b5 negres peó · g5 negres peó · b4 blanques peó · c4 negres rei · g4 blanques peó · f3 white circle · h3 white circle · f2 blanques peó · h2 blanques peó | f7 negres peó · f6 black circle · h6 negres peó · a5 blanques rei · b5 negres peó · g5 negres peó · b4 blanques peó · c4 negres rei · g4 blanques peó · f3 white circle · h3 white circle · f2 blanques peó · h2 blanques peó | 7 |
| 6 | f7 negres peó · f6 black circle · h6 negres peó · a5 blanques rei · b5 negres peó · g5 negres peó · b4 blanques peó · c4 negres rei · g4 blanques peó · f3 white circle · h3 white circle · f2 blanques peó · h2 blanques peó | f7 negres peó · f6 black circle · h6 negres peó · a5 blanques rei · b5 negres peó · g5 negres peó · b4 blanques peó · c4 negres rei · g4 blanques peó · f3 white circle · h3 white circle · f2 blanques peó · h2 blanques peó | f7 negres peó · f6 black circle · h6 negres peó · a5 blanques rei · b5 negres peó · g5 negres peó · b4 blanques peó · c4 negres rei · g4 blanques peó · f3 white circle · h3 white circle · f2 blanques peó · h2 blanques peó | f7 negres peó · f6 black circle · h6 negres peó · a5 blanques rei · b5 negres peó · g5 negres peó · b4 blanques peó · c4 negres rei · g4 blanques peó · f3 white circle · h3 white circle · f2 blanques peó · h2 blanques peó | f7 negres peó · f6 black circle · h6 negres peó · a5 blanques rei · b5 negres peó · g5 negres peó · b4 blanques peó · c4 negres rei · g4 blanques peó · f3 white circle · h3 white circle · f2 blanques peó · h2 blanques peó | f7 negres peó · f6 black circle · h6 negres peó · a5 blanques rei · b5 negres peó · g5 negres peó · b4 blanques peó · c4 negres rei · g4 blanques peó · f3 white circle · h3 white circle · f2 blanques peó · h2 blanques peó | f7 negres peó · f6 black circle · h6 negres peó · a5 blanques rei · b5 negres peó · g5 negres peó · b4 blanques peó · c4 negres rei · g4 blanques peó · f3 white circle · h3 white circle · f2 blanques peó · h2 blanques peó | f7 negres peó · f6 black circle · h6 negres peó · a5 blanques rei · b5 negres peó · g5 negres peó · b4 blanques peó · c4 negres rei · g4 blanques peó · f3 white circle · h3 white circle · f2 blanques peó · h2 blanques peó | 6 |
| 5 | f7 negres peó · f6 black circle · h6 negres peó · a5 blanques rei · b5 negres peó · g5 negres peó · b4 blanques peó · c4 negres rei · g4 blanques peó · f3 white circle · h3 white circle · f2 blanques peó · h2 blanques peó | f7 negres peó · f6 black circle · h6 negres peó · a5 blanques rei · b5 negres peó · g5 negres peó · b4 blanques peó · c4 negres rei · g4 blanques peó · f3 white circle · h3 white circle · f2 blanques peó · h2 blanques peó | f7 negres peó · f6 black circle · h6 negres peó · a5 blanques rei · b5 negres peó · g5 negres peó · b4 blanques peó · c4 negres rei · g4 blanques peó · f3 white circle · h3 white circle · f2 blanques peó · h2 blanques peó | f7 negres peó · f6 black circle · h6 negres peó · a5 blanques rei · b5 negres peó · g5 negres peó · b4 blanques peó · c4 negres rei · g4 blanques peó · f3 white circle · h3 white circle · f2 blanques peó · h2 blanques peó | f7 negres peó · f6 black circle · h6 negres peó · a5 blanques rei · b5 negres peó · g5 negres peó · b4 blanques peó · c4 negres rei · g4 blanques peó · f3 white circle · h3 white circle · f2 blanques peó · h2 blanques peó | f7 negres peó · f6 black circle · h6 negres peó · a5 blanques rei · b5 negres peó · g5 negres peó · b4 blanques peó · c4 negres rei · g4 blanques peó · f3 white circle · h3 white circle · f2 blanques peó · h2 blanques peó | f7 negres peó · f6 black circle · h6 negres peó · a5 blanques rei · b5 negres peó · g5 negres peó · b4 blanques peó · c4 negres rei · g4 blanques peó · f3 white circle · h3 white circle · f2 blanques peó · h2 blanques peó | f7 negres peó · f6 black circle · h6 negres peó · a5 blanques rei · b5 negres peó · g5 negres peó · b4 blanques peó · c4 negres rei · g4 blanques peó · f3 white circle · h3 white circle · f2 blanques peó · h2 blanques peó | 5 |
| 4 | f7 negres peó · f6 black circle · h6 negres peó · a5 blanques rei · b5 negres peó · g5 negres peó · b4 blanques peó · c4 negres rei · g4 blanques peó · f3 white circle · h3 white circle · f2 blanques peó · h2 blanques peó | f7 negres peó · f6 black circle · h6 negres peó · a5 blanques rei · b5 negres peó · g5 negres peó · b4 blanques peó · c4 negres rei · g4 blanques peó · f3 white circle · h3 white circle · f2 blanques peó · h2 blanques peó | f7 negres peó · f6 black circle · h6 negres peó · a5 blanques rei · b5 negres peó · g5 negres peó · b4 blanques peó · c4 negres rei · g4 blanques peó · f3 white circle · h3 white circle · f2 blanques peó · h2 blanques peó | f7 negres peó · f6 black circle · h6 negres peó · a5 blanques rei · b5 negres peó · g5 negres peó · b4 blanques peó · c4 negres rei · g4 blanques peó · f3 white circle · h3 white circle · f2 blanques peó · h2 blanques peó | f7 negres peó · f6 black circle · h6 negres peó · a5 blanques rei · b5 negres peó · g5 negres peó · b4 blanques peó · c4 negres rei · g4 blanques peó · f3 white circle · h3 white circle · f2 blanques peó · h2 blanques peó | f7 negres peó · f6 black circle · h6 negres peó · a5 blanques rei · b5 negres peó · g5 negres peó · b4 blanques peó · c4 negres rei · g4 blanques peó · f3 white circle · h3 white circle · f2 blanques peó · h2 blanques peó | f7 negres peó · f6 black circle · h6 negres peó · a5 blanques rei · b5 negres peó · g5 negres peó · b4 blanques peó · c4 negres rei · g4 blanques peó · f3 white circle · h3 white circle · f2 blanques peó · h2 blanques peó | f7 negres peó · f6 black circle · h6 negres peó · a5 blanques rei · b5 negres peó · g5 negres peó · b4 blanques peó · c4 negres rei · g4 blanques peó · f3 white circle · h3 white circle · f2 blanques peó · h2 blanques peó | 4 |
| 3 | f7 negres peó · f6 black circle · h6 negres peó · a5 blanques rei · b5 negres peó · g5 negres peó · b4 blanques peó · c4 negres rei · g4 blanques peó · f3 white circle · h3 white circle · f2 blanques peó · h2 blanques peó | f7 negres peó · f6 black circle · h6 negres peó · a5 blanques rei · b5 negres peó · g5 negres peó · b4 blanques peó · c4 negres rei · g4 blanques peó · f3 white circle · h3 white circle · f2 blanques peó · h2 blanques peó | f7 negres peó · f6 black circle · h6 negres peó · a5 blanques rei · b5 negres peó · g5 negres peó · b4 blanques peó · c4 negres rei · g4 blanques peó · f3 white circle · h3 white circle · f2 blanques peó · h2 blanques peó | f7 negres peó · f6 black circle · h6 negres peó · a5 blanques rei · b5 negres peó · g5 negres peó · b4 blanques peó · c4 negres rei · g4 blanques peó · f3 white circle · h3 white circle · f2 blanques peó · h2 blanques peó | f7 negres peó · f6 black circle · h6 negres peó · a5 blanques rei · b5 negres peó · g5 negres peó · b4 blanques peó · c4 negres rei · g4 blanques peó · f3 white circle · h3 white circle · f2 blanques peó · h2 blanques peó | f7 negres peó · f6 black circle · h6 negres peó · a5 blanques rei · b5 negres peó · g5 negres peó · b4 blanques peó · c4 negres rei · g4 blanques peó · f3 white circle · h3 white circle · f2 blanques peó · h2 blanques peó | f7 negres peó · f6 black circle · h6 negres peó · a5 blanques rei · b5 negres peó · g5 negres peó · b4 blanques peó · c4 negres rei · g4 blanques peó · f3 white circle · h3 white circle · f2 blanques peó · h2 blanques peó | f7 negres peó · f6 black circle · h6 negres peó · a5 blanques rei · b5 negres peó · g5 negres peó · b4 blanques peó · c4 negres rei · g4 blanques peó · f3 white circle · h3 white circle · f2 blanques peó · h2 blanques peó | 3 |
| 2 | f7 negres peó · f6 black circle · h6 negres peó · a5 blanques rei · b5 negres peó · g5 negres peó · b4 blanques peó · c4 negres rei · g4 blanques peó · f3 white circle · h3 white circle · f2 blanques peó · h2 blanques peó | f7 negres peó · f6 black circle · h6 negres peó · a5 blanques rei · b5 negres peó · g5 negres peó · b4 blanques peó · c4 negres rei · g4 blanques peó · f3 white circle · h3 white circle · f2 blanques peó · h2 blanques peó | f7 negres peó · f6 black circle · h6 negres peó · a5 blanques rei · b5 negres peó · g5 negres peó · b4 blanques peó · c4 negres rei · g4 blanques peó · f3 white circle · h3 white circle · f2 blanques peó · h2 blanques peó | f7 negres peó · f6 black circle · h6 negres peó · a5 blanques rei · b5 negres peó · g5 negres peó · b4 blanques peó · c4 negres rei · g4 blanques peó · f3 white circle · h3 white circle · f2 blanques peó · h2 blanques peó | f7 negres peó · f6 black circle · h6 negres peó · a5 blanques rei · b5 negres peó · g5 negres peó · b4 blanques peó · c4 negres rei · g4 blanques peó · f3 white circle · h3 white circle · f2 blanques peó · h2 blanques peó | f7 negres peó · f6 black circle · h6 negres peó · a5 blanques rei · b5 negres peó · g5 negres peó · b4 blanques peó · c4 negres rei · g4 blanques peó · f3 white circle · h3 white circle · f2 blanques peó · h2 blanques peó | f7 negres peó · f6 black circle · h6 negres peó · a5 blanques rei · b5 negres peó · g5 negres peó · b4 blanques peó · c4 negres rei · g4 blanques peó · f3 white circle · h3 white circle · f2 blanques peó · h2 blanques peó | f7 negres peó · f6 black circle · h6 negres peó · a5 blanques rei · b5 negres peó · g5 negres peó · b4 blanques peó · c4 negres rei · g4 blanques peó · f3 white circle · h3 white circle · f2 blanques peó · h2 blanques peó | 2 |
| 1 | f7 negres peó · f6 black circle · h6 negres peó · a5 blanques rei · b5 negres peó · g5 negres peó · b4 blanques peó · c4 negres rei · g4 blanques peó · f3 white circle · h3 white circle · f2 blanques peó · h2 blanques peó | f7 negres peó · f6 black circle · h6 negres peó · a5 blanques rei · b5 negres peó · g5 negres peó · b4 blanques peó · c4 negres rei · g4 blanques peó · f3 white circle · h3 white circle · f2 blanques peó · h2 blanques peó | f7 negres peó · f6 black circle · h6 negres peó · a5 blanques rei · b5 negres peó · g5 negres peó · b4 blanques peó · c4 negres rei · g4 blanques peó · f3 white circle · h3 white circle · f2 blanques peó · h2 blanques peó | f7 negres peó · f6 black circle · h6 negres peó · a5 blanques rei · b5 negres peó · g5 negres peó · b4 blanques peó · c4 negres rei · g4 blanques peó · f3 white circle · h3 white circle · f2 blanques peó · h2 blanques peó | f7 negres peó · f6 black circle · h6 negres peó · a5 blanques rei · b5 negres peó · g5 negres peó · b4 blanques peó · c4 negres rei · g4 blanques peó · f3 white circle · h3 white circle · f2 blanques peó · h2 blanques peó | f7 negres peó · f6 black circle · h6 negres peó · a5 blanques rei · b5 negres peó · g5 negres peó · b4 blanques peó · c4 negres rei · g4 blanques peó · f3 white circle · h3 white circle · f2 blanques peó · h2 blanques peó | f7 negres peó · f6 black circle · h6 negres peó · a5 blanques rei · b5 negres peó · g5 negres peó · b4 blanques peó · c4 negres rei · g4 blanques peó · f3 white circle · h3 white circle · f2 blanques peó · h2 blanques peó | f7 negres peó · f6 black circle · h6 negres peó · a5 blanques rei · b5 negres peó · g5 negres peó · b4 blanques peó · c4 negres rei · g4 blanques peó · f3 white circle · h3 white circle · f2 blanques peó · h2 blanques peó | 1 |
|   | a | b | c | d | e | f | g | h |   |

Hom diu que hi ha un temps sobrer en un final quan un jugador disposa d'un moviment de peó que no canvia la posició de manera essencial, però serveix per perdre un temps i així poder deixar el rival en zugzwang. En aquesta posició, si només considerem les peces del flanc de dama, hi hauria una mena de zugzwang recíproc - el jugador a qui li toqués moure, perdria. Considerant la posició sencera, veiem que les blanques tenen dos possibles moviments de peó, (f2-f3 i h2-h3) mentre que les negres només en disposen d'un (f7-f6), de manera que les blanques tenen un temps sobrer. Emprant les seves jugades, poden forçar les negres a entrar en un zugzwang fatal:
1. h3 f6
2. f3
i qualsevol moviment de les negres provoca la seva derrota.
Si el peó negre fos a h7 en lloc d'h6, blanques i negres tindrien un nombre igual de moviments a la seva disposició, de manera que el jugador a qui li toqués moure primer, perdria (Burgess 2009:533).

## Temps de reserva
|   | a | b | c | d | e | f | g | h |   |
| 8 | d7 negres rei · f7 negres peó · a6 negres peó · g6 negres peó · c5 blanques peó · d5 negres peó · g5 blanques peó · a4 white circle · f4 blanques peó · a3 white circle · c3 blanques rei · a2 blanques peó | d7 negres rei · f7 negres peó · a6 negres peó · g6 negres peó · c5 blanques peó · d5 negres peó · g5 blanques peó · a4 white circle · f4 blanques peó · a3 white circle · c3 blanques rei · a2 blanques peó | d7 negres rei · f7 negres peó · a6 negres peó · g6 negres peó · c5 blanques peó · d5 negres peó · g5 blanques peó · a4 white circle · f4 blanques peó · a3 white circle · c3 blanques rei · a2 blanques peó | d7 negres rei · f7 negres peó · a6 negres peó · g6 negres peó · c5 blanques peó · d5 negres peó · g5 blanques peó · a4 white circle · f4 blanques peó · a3 white circle · c3 blanques rei · a2 blanques peó | d7 negres rei · f7 negres peó · a6 negres peó · g6 negres peó · c5 blanques peó · d5 negres peó · g5 blanques peó · a4 white circle · f4 blanques peó · a3 white circle · c3 blanques rei · a2 blanques peó | d7 negres rei · f7 negres peó · a6 negres peó · g6 negres peó · c5 blanques peó · d5 negres peó · g5 blanques peó · a4 white circle · f4 blanques peó · a3 white circle · c3 blanques rei · a2 blanques peó | d7 negres rei · f7 negres peó · a6 negres peó · g6 negres peó · c5 blanques peó · d5 negres peó · g5 blanques peó · a4 white circle · f4 blanques peó · a3 white circle · c3 blanques rei · a2 blanques peó | d7 negres rei · f7 negres peó · a6 negres peó · g6 negres peó · c5 blanques peó · d5 negres peó · g5 blanques peó · a4 white circle · f4 blanques peó · a3 white circle · c3 blanques rei · a2 blanques peó | 8 |
| 7 | d7 negres rei · f7 negres peó · a6 negres peó · g6 negres peó · c5 blanques peó · d5 negres peó · g5 blanques peó · a4 white circle · f4 blanques peó · a3 white circle · c3 blanques rei · a2 blanques peó | d7 negres rei · f7 negres peó · a6 negres peó · g6 negres peó · c5 blanques peó · d5 negres peó · g5 blanques peó · a4 white circle · f4 blanques peó · a3 white circle · c3 blanques rei · a2 blanques peó | d7 negres rei · f7 negres peó · a6 negres peó · g6 negres peó · c5 blanques peó · d5 negres peó · g5 blanques peó · a4 white circle · f4 blanques peó · a3 white circle · c3 blanques rei · a2 blanques peó | d7 negres rei · f7 negres peó · a6 negres peó · g6 negres peó · c5 blanques peó · d5 negres peó · g5 blanques peó · a4 white circle · f4 blanques peó · a3 white circle · c3 blanques rei · a2 blanques peó | d7 negres rei · f7 negres peó · a6 negres peó · g6 negres peó · c5 blanques peó · d5 negres peó · g5 blanques peó · a4 white circle · f4 blanques peó · a3 white circle · c3 blanques rei · a2 blanques peó | d7 negres rei · f7 negres peó · a6 negres peó · g6 negres peó · c5 blanques peó · d5 negres peó · g5 blanques peó · a4 white circle · f4 blanques peó · a3 white circle · c3 blanques rei · a2 blanques peó | d7 negres rei · f7 negres peó · a6 negres peó · g6 negres peó · c5 blanques peó · d5 negres peó · g5 blanques peó · a4 white circle · f4 blanques peó · a3 white circle · c3 blanques rei · a2 blanques peó | d7 negres rei · f7 negres peó · a6 negres peó · g6 negres peó · c5 blanques peó · d5 negres peó · g5 blanques peó · a4 white circle · f4 blanques peó · a3 white circle · c3 blanques rei · a2 blanques peó | 7 |
| 6 | d7 negres rei · f7 negres peó · a6 negres peó · g6 negres peó · c5 blanques peó · d5 negres peó · g5 blanques peó · a4 white circle · f4 blanques peó · a3 white circle · c3 blanques rei · a2 blanques peó | d7 negres rei · f7 negres peó · a6 negres peó · g6 negres peó · c5 blanques peó · d5 negres peó · g5 blanques peó · a4 white circle · f4 blanques peó · a3 white circle · c3 blanques rei · a2 blanques peó | d7 negres rei · f7 negres peó · a6 negres peó · g6 negres peó · c5 blanques peó · d5 negres peó · g5 blanques peó · a4 white circle · f4 blanques peó · a3 white circle · c3 blanques rei · a2 blanques peó | d7 negres rei · f7 negres peó · a6 negres peó · g6 negres peó · c5 blanques peó · d5 negres peó · g5 blanques peó · a4 white circle · f4 blanques peó · a3 white circle · c3 blanques rei · a2 blanques peó | d7 negres rei · f7 negres peó · a6 negres peó · g6 negres peó · c5 blanques peó · d5 negres peó · g5 blanques peó · a4 white circle · f4 blanques peó · a3 white circle · c3 blanques rei · a2 blanques peó | d7 negres rei · f7 negres peó · a6 negres peó · g6 negres peó · c5 blanques peó · d5 negres peó · g5 blanques peó · a4 white circle · f4 blanques peó · a3 white circle · c3 blanques rei · a2 blanques peó | d7 negres rei · f7 negres peó · a6 negres peó · g6 negres peó · c5 blanques peó · d5 negres peó · g5 blanques peó · a4 white circle · f4 blanques peó · a3 white circle · c3 blanques rei · a2 blanques peó | d7 negres rei · f7 negres peó · a6 negres peó · g6 negres peó · c5 blanques peó · d5 negres peó · g5 blanques peó · a4 white circle · f4 blanques peó · a3 white circle · c3 blanques rei · a2 blanques peó | 6 |
| 5 | d7 negres rei · f7 negres peó · a6 negres peó · g6 negres peó · c5 blanques peó · d5 negres peó · g5 blanques peó · a4 white circle · f4 blanques peó · a3 white circle · c3 blanques rei · a2 blanques peó | d7 negres rei · f7 negres peó · a6 negres peó · g6 negres peó · c5 blanques peó · d5 negres peó · g5 blanques peó · a4 white circle · f4 blanques peó · a3 white circle · c3 blanques rei · a2 blanques peó | d7 negres rei · f7 negres peó · a6 negres peó · g6 negres peó · c5 blanques peó · d5 negres peó · g5 blanques peó · a4 white circle · f4 blanques peó · a3 white circle · c3 blanques rei · a2 blanques peó | d7 negres rei · f7 negres peó · a6 negres peó · g6 negres peó · c5 blanques peó · d5 negres peó · g5 blanques peó · a4 white circle · f4 blanques peó · a3 white circle · c3 blanques rei · a2 blanques peó | d7 negres rei · f7 negres peó · a6 negres peó · g6 negres peó · c5 blanques peó · d5 negres peó · g5 blanques peó · a4 white circle · f4 blanques peó · a3 white circle · c3 blanques rei · a2 blanques peó | d7 negres rei · f7 negres peó · a6 negres peó · g6 negres peó · c5 blanques peó · d5 negres peó · g5 blanques peó · a4 white circle · f4 blanques peó · a3 white circle · c3 blanques rei · a2 blanques peó | d7 negres rei · f7 negres peó · a6 negres peó · g6 negres peó · c5 blanques peó · d5 negres peó · g5 blanques peó · a4 white circle · f4 blanques peó · a3 white circle · c3 blanques rei · a2 blanques peó | d7 negres rei · f7 negres peó · a6 negres peó · g6 negres peó · c5 blanques peó · d5 negres peó · g5 blanques peó · a4 white circle · f4 blanques peó · a3 white circle · c3 blanques rei · a2 blanques peó | 5 |
| 4 | d7 negres rei · f7 negres peó · a6 negres peó · g6 negres peó · c5 blanques peó · d5 negres peó · g5 blanques peó · a4 white circle · f4 blanques peó · a3 white circle · c3 blanques rei · a2 blanques peó | d7 negres rei · f7 negres peó · a6 negres peó · g6 negres peó · c5 blanques peó · d5 negres peó · g5 blanques peó · a4 white circle · f4 blanques peó · a3 white circle · c3 blanques rei · a2 blanques peó | d7 negres rei · f7 negres peó · a6 negres peó · g6 negres peó · c5 blanques peó · d5 negres peó · g5 blanques peó · a4 white circle · f4 blanques peó · a3 white circle · c3 blanques rei · a2 blanques peó | d7 negres rei · f7 negres peó · a6 negres peó · g6 negres peó · c5 blanques peó · d5 negres peó · g5 blanques peó · a4 white circle · f4 blanques peó · a3 white circle · c3 blanques rei · a2 blanques peó | d7 negres rei · f7 negres peó · a6 negres peó · g6 negres peó · c5 blanques peó · d5 negres peó · g5 blanques peó · a4 white circle · f4 blanques peó · a3 white circle · c3 blanques rei · a2 blanques peó | d7 negres rei · f7 negres peó · a6 negres peó · g6 negres peó · c5 blanques peó · d5 negres peó · g5 blanques peó · a4 white circle · f4 blanques peó · a3 white circle · c3 blanques rei · a2 blanques peó | d7 negres rei · f7 negres peó · a6 negres peó · g6 negres peó · c5 blanques peó · d5 negres peó · g5 blanques peó · a4 white circle · f4 blanques peó · a3 white circle · c3 blanques rei · a2 blanques peó | d7 negres rei · f7 negres peó · a6 negres peó · g6 negres peó · c5 blanques peó · d5 negres peó · g5 blanques peó · a4 white circle · f4 blanques peó · a3 white circle · c3 blanques rei · a2 blanques peó | 4 |
| 3 | d7 negres rei · f7 negres peó · a6 negres peó · g6 negres peó · c5 blanques peó · d5 negres peó · g5 blanques peó · a4 white circle · f4 blanques peó · a3 white circle · c3 blanques rei · a2 blanques peó | d7 negres rei · f7 negres peó · a6 negres peó · g6 negres peó · c5 blanques peó · d5 negres peó · g5 blanques peó · a4 white circle · f4 blanques peó · a3 white circle · c3 blanques rei · a2 blanques peó | d7 negres rei · f7 negres peó · a6 negres peó · g6 negres peó · c5 blanques peó · d5 negres peó · g5 blanques peó · a4 white circle · f4 blanques peó · a3 white circle · c3 blanques rei · a2 blanques peó | d7 negres rei · f7 negres peó · a6 negres peó · g6 negres peó · c5 blanques peó · d5 negres peó · g5 blanques peó · a4 white circle · f4 blanques peó · a3 white circle · c3 blanques rei · a2 blanques peó | d7 negres rei · f7 negres peó · a6 negres peó · g6 negres peó · c5 blanques peó · d5 negres peó · g5 blanques peó · a4 white circle · f4 blanques peó · a3 white circle · c3 blanques rei · a2 blanques peó | d7 negres rei · f7 negres peó · a6 negres peó · g6 negres peó · c5 blanques peó · d5 negres peó · g5 blanques peó · a4 white circle · f4 blanques peó · a3 white circle · c3 blanques rei · a2 blanques peó | d7 negres rei · f7 negres peó · a6 negres peó · g6 negres peó · c5 blanques peó · d5 negres peó · g5 blanques peó · a4 white circle · f4 blanques peó · a3 white circle · c3 blanques rei · a2 blanques peó | d7 negres rei · f7 negres peó · a6 negres peó · g6 negres peó · c5 blanques peó · d5 negres peó · g5 blanques peó · a4 white circle · f4 blanques peó · a3 white circle · c3 blanques rei · a2 blanques peó | 3 |
| 2 | d7 negres rei · f7 negres peó · a6 negres peó · g6 negres peó · c5 blanques peó · d5 negres peó · g5 blanques peó · a4 white circle · f4 blanques peó · a3 white circle · c3 blanques rei · a2 blanques peó | d7 negres rei · f7 negres peó · a6 negres peó · g6 negres peó · c5 blanques peó · d5 negres peó · g5 blanques peó · a4 white circle · f4 blanques peó · a3 white circle · c3 blanques rei · a2 blanques peó | d7 negres rei · f7 negres peó · a6 negres peó · g6 negres peó · c5 blanques peó · d5 negres peó · g5 blanques peó · a4 white circle · f4 blanques peó · a3 white circle · c3 blanques rei · a2 blanques peó | d7 negres rei · f7 negres peó · a6 negres peó · g6 negres peó · c5 blanques peó · d5 negres peó · g5 blanques peó · a4 white circle · f4 blanques peó · a3 white circle · c3 blanques rei · a2 blanques peó | d7 negres rei · f7 negres peó · a6 negres peó · g6 negres peó · c5 blanques peó · d5 negres peó · g5 blanques peó · a4 white circle · f4 blanques peó · a3 white circle · c3 blanques rei · a2 blanques peó | d7 negres rei · f7 negres peó · a6 negres peó · g6 negres peó · c5 blanques peó · d5 negres peó · g5 blanques peó · a4 white circle · f4 blanques peó · a3 white circle · c3 blanques rei · a2 blanques peó | d7 negres rei · f7 negres peó · a6 negres peó · g6 negres peó · c5 blanques peó · d5 negres peó · g5 blanques peó · a4 white circle · f4 blanques peó · a3 white circle · c3 blanques rei · a2 blanques peó | d7 negres rei · f7 negres peó · a6 negres peó · g6 negres peó · c5 blanques peó · d5 negres peó · g5 blanques peó · a4 white circle · f4 blanques peó · a3 white circle · c3 blanques rei · a2 blanques peó | 2 |
| 1 | d7 negres rei · f7 negres peó · a6 negres peó · g6 negres peó · c5 blanques peó · d5 negres peó · g5 blanques peó · a4 white circle · f4 blanques peó · a3 white circle · c3 blanques rei · a2 blanques peó | d7 negres rei · f7 negres peó · a6 negres peó · g6 negres peó · c5 blanques peó · d5 negres peó · g5 blanques peó · a4 white circle · f4 blanques peó · a3 white circle · c3 blanques rei · a2 blanques peó | d7 negres rei · f7 negres peó · a6 negres peó · g6 negres peó · c5 blanques peó · d5 negres peó · g5 blanques peó · a4 white circle · f4 blanques peó · a3 white circle · c3 blanques rei · a2 blanques peó | d7 negres rei · f7 negres peó · a6 negres peó · g6 negres peó · c5 blanques peó · d5 negres peó · g5 blanques peó · a4 white circle · f4 blanques peó · a3 white circle · c3 blanques rei · a2 blanques peó | d7 negres rei · f7 negres peó · a6 negres peó · g6 negres peó · c5 blanques peó · d5 negres peó · g5 blanques peó · a4 white circle · f4 blanques peó · a3 white circle · c3 blanques rei · a2 blanques peó | d7 negres rei · f7 negres peó · a6 negres peó · g6 negres peó · c5 blanques peó · d5 negres peó · g5 blanques peó · a4 white circle · f4 blanques peó · a3 white circle · c3 blanques rei · a2 blanques peó | d7 negres rei · f7 negres peó · a6 negres peó · g6 negres peó · c5 blanques peó · d5 negres peó · g5 blanques peó · a4 white circle · f4 blanques peó · a3 white circle · c3 blanques rei · a2 blanques peó | d7 negres rei · f7 negres peó · a6 negres peó · g6 negres peó · c5 blanques peó · d5 negres peó · g5 blanques peó · a4 white circle · f4 blanques peó · a3 white circle · c3 blanques rei · a2 blanques peó | 1 |
|   | a | b | c | d | e | f | g | h |   |

Un peó pot tenir un temps de reserva, principalment en els finals de rei i peó. Això és especialment veritat quan el peó és a la segona fila, quan té encara l'opció de moure una o dues caselles endavant. Aquesta mena de moviments de reserva poden servir per guanyar la partida.
En aquesta posició, d'una partida de 1986 entre John Nunn i Klaus Bischoff, les negres abandonaren, ja que perden el seu peó de la columna-d per la raó que les blanques disposen d'un temps de reserva amb el seu peó-a. Per exemple: 
39... Rc6
40. Rd4 a5
41. a4
o
39...Rc7
40. Rd4 Rc6
41. a3 a5
42. a4 (Hooper & Whyld 1992:416).
En ambdós casos, les negres han d'abandonar el seu peó de d5 (o deixar passar el rei blanc i perdre el de f7). Les blanques poden posar el negre en zugzwang perquè tenen l'opció de moure el peó d'a2 ja sigui una o dues caselles endavant, segons convingui.